# Zacatelco
Zacatelco (sakaˈtelkoⓘ) (del náhuatl: Zacatlātelco ‘lugar de zacate’) es una ciudad mexicana, cabecera del Municipio de Zacatelco, ubicada al sur del estado de Tlaxcala. Es la quinta ciudad más poblada del estado con una población de 45 717 habitantes, de acuerdo con el censo de población y vivienda de 2020 realizado por el Instituto Nacional de Estadística y Geografía (INEGI).
Se ubica en el corredor turístico «Cacaxtla-Xochitécatl» así como en el corredor industrial «Puebla-Tlaxcala» siendo este el cuarto corredor poblacional más importante del país. Es además sede del  III distrito electoral federal desde 1997, y cabecera de la Región Sur desde 2007, la cual abarca 18 municipios con una población conjunta de 326 976 habitantes en 2015.
Fue fundada el 1 de diciembre de 1529 por Agustín de Castañeda al incautarse el territorio de la ciudad, diez años después de la llegada de los españoles a México. En 1723 se formó la República de Zacatelco; conseguido mediante la unión de los pueblos que engloban las porciones sureñas de Tlaxcala, se manifestó como república hasta 1818 y en 1822 se reformó como alcaldía.
Durante la Revolución Mexicana las figuras históricas más destacadas de la ciudad fueron los Hermanos Arenas, fueron miembros de las fuerzas tlaxcaltecas, quienes tuvieron luchas de armas en el estado de Tlaxcala como en el estado de Puebla. El 21 de mayo de 1915, el general Domingo Arenas creó en la ciudad el primer comité agrario de México.
La ciudad transitó por fases de urbanización, exponiendo alteraciones del perfil demográfico, debido al crecimiento y concentración de la población y de la actividad industrial; Zacatelco y San Pablo del Monte son los principales núcleos urbanos del sur de Tlaxcala. La ciudad es conocida por la Bebida de Cacao declarada en 2014, Patrimonio Cultural Inmaterial por el Congreso del Estado de Tlaxcala. El 22 de marzo de 2017 acogió el primer Encuentro Intermunicipal para la Preservación del Agua.
Zacatelco se encuentra en la parte centro del Valle de Tlaxcala, cerca de la frontera con el estado de Puebla, está a solo 12 km al sur de Tlaxcala de Xicohténcatl, a 28 km al norte de la ciudad de Puebla y a 123 km al este de la Ciudad de México. La ciudad se encuentra en la altiplanicie central mexicana a una altitud de 2.210 metros sobre el nivel del mar, lo que la hace una de las ciudades más altas de México. Forma parte del Área metropolitana interestatal Puebla-Tlaxcala, la cual contaba en 2010 con una población de 2 728 790 habitantes, siendo la cuarta área metropolitana más grande de México.

## Toponimia
La palabra Zacatelco (del náhuatl: zaca-tlatēl-co ‘Lugar de zacate’) es un nombre dado por los franciscanos, proviene de los vocablos zacatl, que quiere decir zacate, de tlaltetl, que se traduce como terrón grande o montículo para adoratorio, y de la partícula locativa co, que denota lugar.

### Variaciones
Existe una interpretación arcaica que manifiesta el nombre de «Zacatenco» —transfigurando la letra L por la N—, denominación que recibía la ciudad previo a la llegada de los españoles y que con el tiempo sufrió alteraciones hasta radicarse el nombre vigente. Sin embargo, esta versión no está convalidada.

## Historia

### Fase prehispánica
Aproximadamente entre los años 1200 y 800 a.c. se detectaron los primeros asentamientos humanos en Zacatelco pertenecientes a la cultura Tlatempa. Entre los años 800 al 350 a.c., la cultura Texoloc se desarrolló, pues según la cartografía hecha por el Proyecto Arqueológico Puebla-Tlaxcala (PAPT) en Zacatelco se ubicaba una ciudad con la cual tenía fronteras con Cholula. Los historiadores que han estudiado esta zona no tiene una precisión exacta de lo que existió en Zacatelco, solo que aparentemente hubo una estancia. De acuerdo a los cuatro señoríos de la antigua República de Tlaxcala, Zacatelco perteneció al señorío de Ocotelulco, hasta la llegada de los españoles a tierras tlaxcaltecas.

### Colonia española

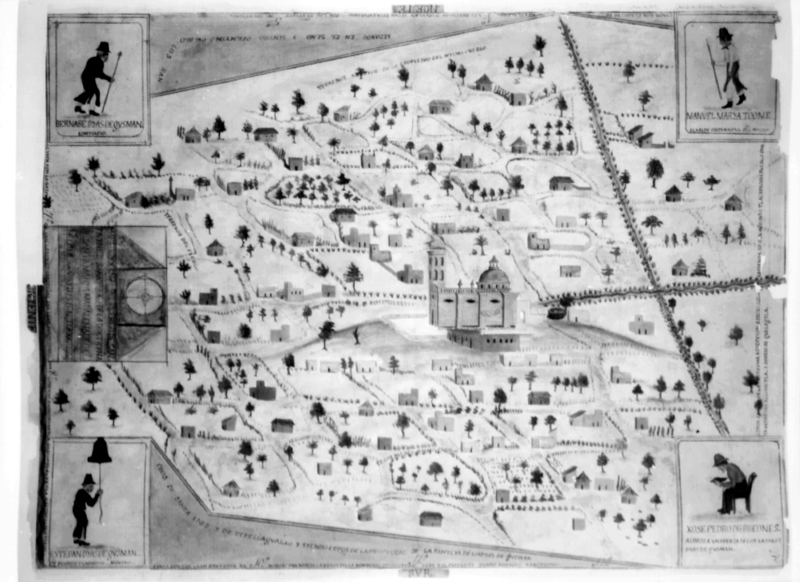
Reprografía de un mapa de Zacatelco en el.

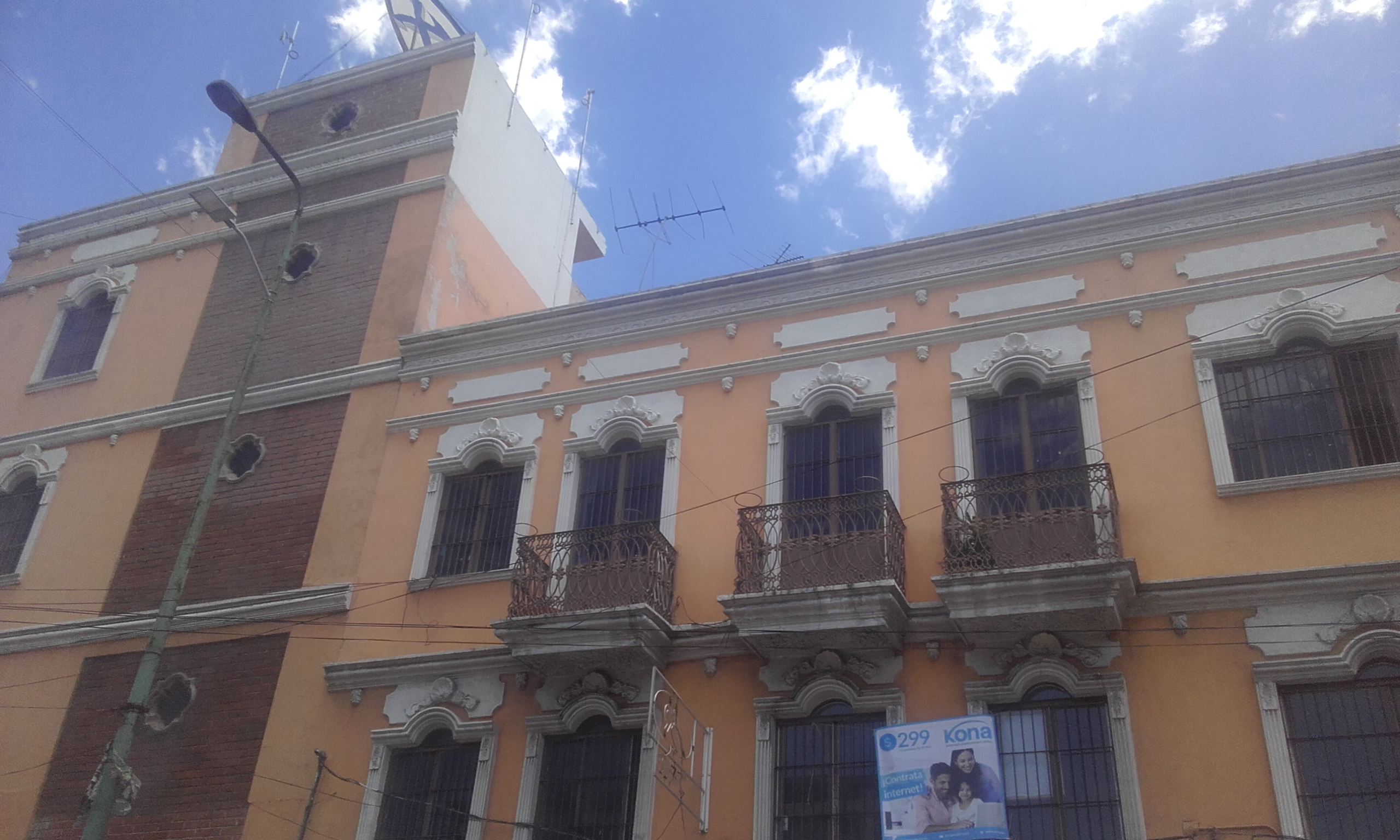
Edificio típico colonial.

Durante la colonización española el cacique Agustín de Castañeda se posesionó del territorio zacatelquense y fundó oficialmente la ciudad el 1 de diciembre de 1529 como lo esclarece en su testamento en lengua Náhuatl.
El 4 de mayo de 1690 dio comienzo la construcción del templo de Santa Inés, a cargo del cacique Esteban Díaz de Guzmán, finalizando dicha obra en 1775.
En 1692  se dio La Gran Hambre, que simbolizó la crisis agrícola de Tlaxcala, pues los tlaxcaltecas sufrieron de epidemias como la viruela o el sarampión. 
Zacatelco formó una pequeña república en 1723 mediante la unión de los pueblos San Juan, San Lorenzo, Santo Toribio, Santa Catarina, San Marcos y San Antonio, dichos pueblos dependían de Tepeyanco. En 1822 la república se disolvió para constituirse como ayuntamiento.

### sigloXIX

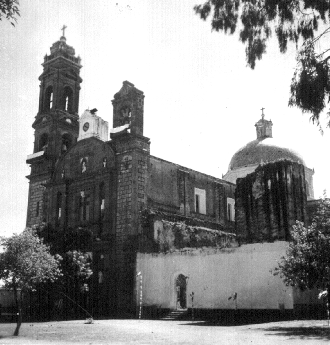
Parroquia de Santa Inés en 1940.

Durante La Independencia de México el congreso de Tlaxcala pretendía transformarse de provincia a estado, pero eso se vio estropeado por las ambiciones anexionistas de Puebla. Zacatelco junto con los ayuntamientos de Tlaxcala, Chiautempan, Teolocholco, Nativitas y Xaltocan organizaron enérgicas representaciones para evitar la anexión. 
El ayuntamiento de Zacatelco envió un documento hacia el congreso de Tlaxcala expresando lo siguiente:

El ilustre Ayuntamiento de la municipalidad de Zacatelco, ha visto en Cabildo extraordinario de hoy la representación que dirige a V. Soberanía el ilustre Ayuntamiento de la ciudad de Tlaxcala contra la agregación del Territorio iniciada por el estado de Puebla; y abundando esta corporación en los mismos sentimientos que animan al referido Ayuntamiento, para contrariarla, no puede menos que, representando los derechos de un pueblo libre, adherirse a dicha representación en todas sus partes, suplicando a V. Soberanía se digne desechar la expresada iniciativa y al Territorio de Tlaxcala se le dé su ley orgánica por que tanto anhela.
Sala de Cabildo del ilustre Ayuntamiento de Zacatelco, abril 6 de 1849.

En la época de La Reforma, en La Venta, Zacatelco se realizó una batalla entre liberales y conservadores. Consiguiendo el triunfo las fuerzas de los coroneles Doroteo León y Rafael Cuéllar. Los liberales tlaxcaltecas toman la capital con lo que se da por terminada la Guerra de Reforma en el estado. 
El 9 de septiembre de 1885, se inauguró la línea telefónica de Zacatelco. La división territorial de Tlaxcala tuvo cambios, estaba integrada por 6 distritos —Hidalgo, Zaragoza, Ocampo, Juárez, Cuauhtémoc y Morelos— y 34 municipios; Zacatelco era la cabecera del distrito de Zaragoza.

### sigloXX

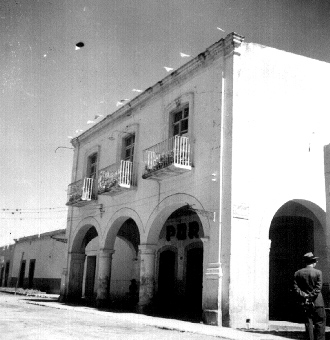
Casa parroquial en 1950.

En la Revolución mexicana y ante el fraude electoral de junio y julio de 1910, hubo manifestaciones de protesta e inconformidad de varios municipios de la entidad por lo que las fuerzas armadas tuvieron que intervenir. El grupo ex-maderista formado en Zacatelco concentró sus esfuerzos en una lucha agraria, que lo acercó al movimiento zapatista. Combatieron a Madero por su tibieza, pero a su muerte, no combatieron la usurpación de Victoriano Huerta. 
En octubre de 1913 se reúnen con los demás grupos para formar el Ejército Constitucionalista Tlaxcalteca y un gobierno revolucionario. El 15 de julio de 1914, se derrotó a Huerta y se entregan las plazas tlaxcaltecas a los constitucionalistas. 
En esa misma fecha el jefe político de Zacatelco comunicó al gobernador Cuéllar que toda la región sur estaba invadida por los constitucionalistas. Domingo Arenas toma la ciudad de Tlaxcala, ante la advertencia de hacer lo mismo con Chiautempan. En Zacatelco Romualdo Sánchez, entablaría un combate contra los arenistas, el 21 de mayo de 1915, se formó el primer comité Agrario de Zacatelco, por iniciativa de Domingo Arenas.
El 5 de mayo de 1967 se inauguró el parque municipal de Zacatelco. En 1970 se inaugura el edificio del mercado municipal. El 2 de julio de 1971 Augusto Gómez Villanueva realizó una visita a la entidad, en donde concedió audiencia a varias comisiones de campesinos, entre ellos una de Zacatelco, para tratar asuntos relacionados sobre dotación de ejidos.

### sigloXXI

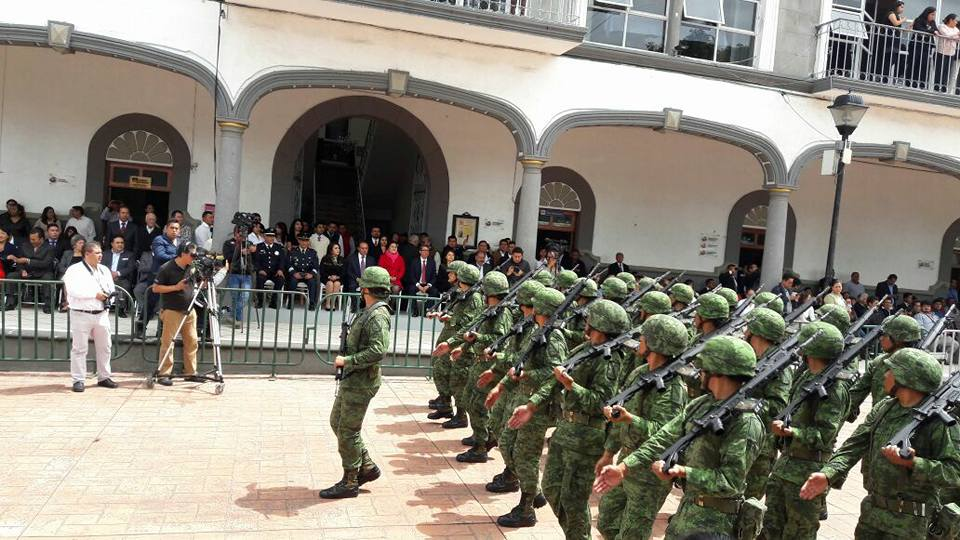
Desfile militar en los festejos del centenario de Domingo Arenas.

En 2014 el congreso del estado de Tlaxcala declaró la bebida de cacao como Patrimonio Cultural Inmaterial de Zacatelco. El 10 de enero de 2015 se inauguró la autopista Puebla-Zacatelco-Tlaxcala, el 8 de noviembre del mismo año la ciudad fue sede del primer encuentro nacional de grupos infantiles de danza folclórica mexicana, en el que participación estados como Nuevo León, Estado de México, Chihuahua, Aguascalientes, Puebla y Tlaxcala. En 2016 el cacao de Zacatelco fue exhibido por primera vez a nivel internacional en el festival gastronómico Slow Food en Turín, Italia.
El 30 de agosto de 2017, Zacatelco fue capital de Tlaxcala por un día para conmemorar el centenario luctuoso del general Domingo Arenas. El 19 de septiembre se registró en Puebla un terremoto de 7.1 grados richter, el cual afectó a la Parroquia de Santa Inés, además de algunos derrumbes en infraestructuras civiles. El 26 de enero de 2018 se oficializó la candidatura de Zacatelco para competir por el título de Pueblo Mágico que otorga la Secretaría de Turismo.

## Geografía

### Localización

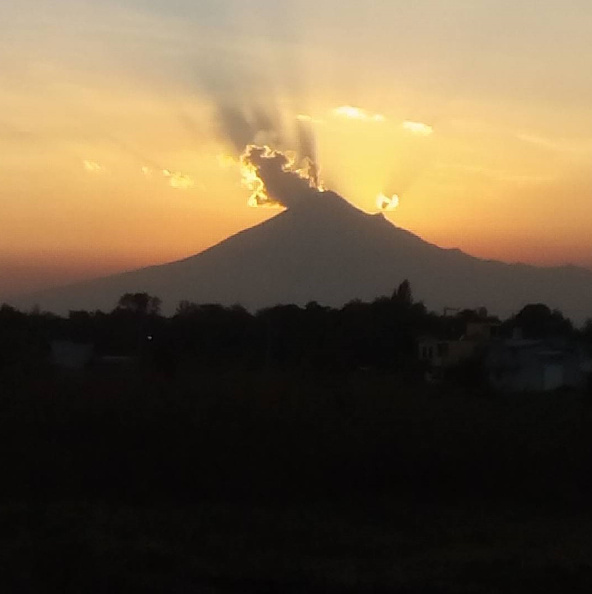
El Volcán Popocatépetl visto desde un atardecer en Zacatelco.

Zacatelco se encuentra en las coordenadas 19°13′00″N 98°17′00″O / 19.21667, -98.28333 al sur del estado en el Valle de Tlaxcala ubicado en la altiplanicie mexicana a una altitud de 2210 metros sobre el nivel del mar. La ciudad se divide en cinco secciones (estas a su vez en comunidades): Guardia, Manantiales, Xitototla, Xochicalco, Cruz colorada, Exquitla, Colonia Domingo Arenas.

#### Distancias
Se encuentra a una distancia de 123 km de la Ciudad de México, 12 km de Tlaxcala, 28 km de Puebla, 289 km del puerto de Veracruz, 473 km de Acapulco, 182 km de Cuernavaca, 1 012 km de Monterrey, 652 km de Guadalajara, 3 086 km de Tijuana, 1 496 km de Cancún, 1 198 km de Mérida, 319 km de Querétaro, 597 km de Aguascalientes, 2 701 km de Mexicali, 1 897 km de Ciudad Juárez, 34 km de Apizaco, 60 km de Huamantla, 75 km de Calpulalpan, 58 km de Tlaxco, 16 km de Chiautempan y a 19 km de San Pablo del Monte.

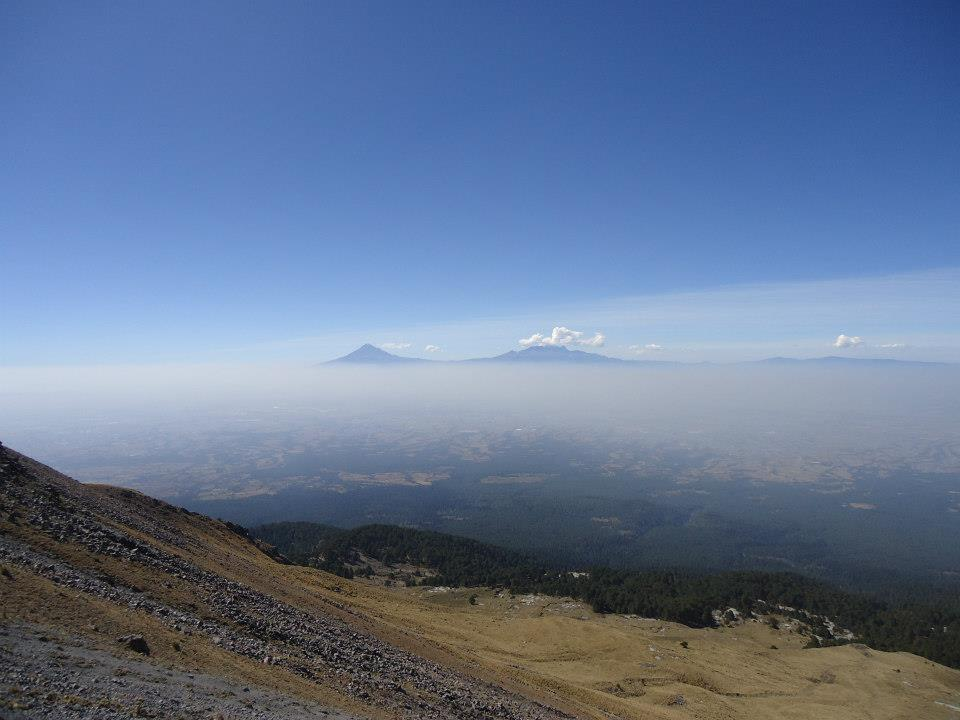
El Valle de Tlaxcala y los Volcanes Popocatépetl e Iztaccíhuatl vistos desde la cumbre del Volcán Malintzin.

### Extensión
De acuerdo con la información del Instituto Nacional de Estadística, Geografía e Informática, el municipio de Zacatelco tiene una superficie de 31.38 kilómetros cuadrados, de los cuales 13.52 km corresponden a la ciudad de Zacatelco.

### Flora
Por su ubicación geográfica, clima y manantiales tienen una vegetación arbórea predominantemente de galería, dominando el aire, asociado con otras especies como el sauce, el saucellorón, el fresno y el tepozán. Cuenta también con especies introducidas, como el trueno, el eucalipto, la casuarina, el álamo y el ciprés.

### Fauna
La fauna perteneciente a esta región está compuesta por fauna silvestre como por ejemplo: Conejo, tlacuache, tusa, aves como el cuervo o diversas especies de pájaros, reptiles como la víbora de cascabel.

### Hidrografía

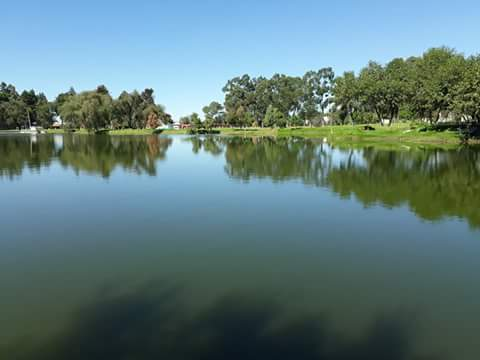
Laguna de Acomulco.

Los recursos hidrográficos son: un arroyo de caudal permanente, cuatro arroyos de caudal solo en época de lluvias, una pequeña represa, pozos para extracción de agua y los manantiales del centro turístico. Muestra de los recursos hidrográficos. Ameyal de Ametoxtla, en el municipio se juntan las aguas de los ríos Zahuapan y Atoyac.
Se encuentran dos lagunas en la ciudad; la Laguna de Ateozintla en la sección segunda y la Laguna de Acomulco ubicada en la sección cuarta, sus aguas nacen de los manantiales próximos provenientes de la cuenca del Río Zahuapan. Tiene una superficie de 20 000 m². En 2017, inició su restauración con la implantación de chinampas ecológicas.

### Clima
Se considera un clima templado subhúmedo, con régimen de lluvias en los meses de junio a septiembre, Los meses más calurosos son de marzo a junio. La dirección de los vientos en general es de norte a sur, igualmente la temperatura mínima promedio anual registrada es de 8,2 °C y la máxima es de 26,2 °C.
| Parámetros climáticos promedio de Zacatelco | Parámetros climáticos promedio de Zacatelco | Parámetros climáticos promedio de Zacatelco | Parámetros climáticos promedio de Zacatelco | Parámetros climáticos promedio de Zacatelco | Parámetros climáticos promedio de Zacatelco | Parámetros climáticos promedio de Zacatelco | Parámetros climáticos promedio de Zacatelco | Parámetros climáticos promedio de Zacatelco | Parámetros climáticos promedio de Zacatelco | Parámetros climáticos promedio de Zacatelco | Parámetros climáticos promedio de Zacatelco | Parámetros climáticos promedio de Zacatelco | Parámetros climáticos promedio de Zacatelco |
| Mes                                         | Ene.                                        | Feb.                                        | Mar.                                        | Abr.                                        | May.                                        | Jun.                                        | Jul.                                        | Ago.                                        | Sep.                                        | Oct.                                        | Nov.                                        | Dic.                                        | Anual                                       |
| ------------------------------------------- | ------------------------------------------- | ------------------------------------------- | ------------------------------------------- | ------------------------------------------- | ------------------------------------------- | ------------------------------------------- | ------------------------------------------- | ------------------------------------------- | ------------------------------------------- | ------------------------------------------- | ------------------------------------------- | ------------------------------------------- | ------------------------------------------- |
| Temp. máx. abs. (°C)                        | 28.0                                        | 31.5                                        | 32.0                                        | 35.5                                        | 36.0                                        | 35.0                                        | 32.0                                        | 30.0                                        | 31.0                                        | 32.0                                        | 34.0                                        | 29.5                                        | 36.0                                        |
| Temp. máx. media (°C)                       | 22.6                                        | 24.5                                        | 26.4                                        | 28.2                                        | 28.2                                        | 26.1                                        | 25.4                                        | 25.3                                        | 25.0                                        | 24.7                                        | 24.5                                        | 22.6                                        | 25.3                                        |
| Temp. media (°C)                            | 13.1                                        | 14.6                                        | 16.3                                        | 17.9                                        | 18.4                                        | 17.9                                        | 17.2                                        | 17.2                                        | 17.3                                        | 16.4                                        | 15.4                                        | 13.6                                        | 16.3                                        |
| Temp. mín. media (°C)                       | 3.6                                         | 4.8                                         | 6.2                                         | 7.7                                         | 8.7                                         | 9.7                                         | 9.0                                         | 9.0                                         | 9.4                                         | 8.1                                         | 6.3                                         | 4.5                                         | 7.3                                         |
| Temp. mín. abs. (°C)                        | -3.5                                        | 0.0                                         | 0.0                                         | 0.0                                         | 0.0                                         | 0.1                                         | 0.0                                         | 2.8                                         | 4.0                                         | 0.0                                         | -1.0                                        | -2.0                                        | -3.5                                        |
| Precipitación total (mm)                    | 8.3                                         | 8.0                                         | 9.9                                         | 31.6                                        | 72.8                                        | 163.0                                       | 161.5                                       | 174.2                                       | 155.2                                       | 65.1                                        | 14.6                                        | 7.1                                         | 871.3                                       |
| Días de precipitaciones (≥ 0.1 mm)          | 1.3                                         | 0.9                                         | 1.6                                         | 4.9                                         | 9.6                                         | 15.9                                        | 15.6                                        | 16.6                                        | 15.6                                        | 7.8                                         | 1.6                                         | 0.8                                         | 92.2                                        |
| Fuente: Servicio Meteorológico Nacional     |                                             |                                             |                                             |                                             |                                             |                                             |                                             |                                             |                                             |                                             |                                             |                                             |                                             |

## Política

### Municipio de Zacatelco

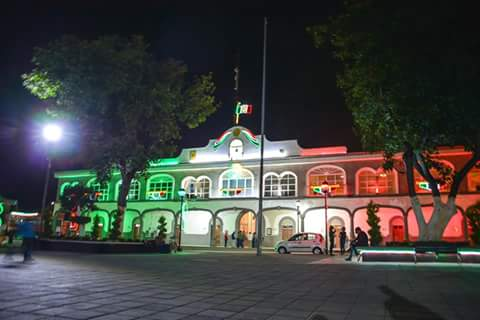
Palacio Municipal de Zacatelco durante las fiestas patrias de 2017.

La ciudad de Zacatelco es la cabecera municipal del municipio de Zacatelco, uno de los 60 municipios de Tlaxcala, mismo que se encuentra en el sur del estado y ocupa una superficie total de 38,31 km².
En el 2010, el municipio tenía una población de 38 654 habitantes, el 99,51 % de ellos está en la cabecera municipal y el resto en las localidades de Domingo Arenas, Campo Dolores, La Vega, Axexela, entre otras.

### Administración
La autoridad municipal está constituida en un ayuntamiento, integrado por un presidente municipal, alcalde o primer edil, regidores y síndicos. El presidente municipal actual es José Miguel Acatzi Luna emanado del Partido Alianza Ciudadana, para el periodo 2024-2027. La sede del gobierno local es el Palacio Municipal de Zacatelco.

### Distritos electorales
- Distrito electoral local: Pertenece al Distrito 13 con cabecera en Zacatelco.[31]

- Distrito electoral federal: Integra en el Distrito Electoral Federal III, con cabecera en Zacatelco.[31]

## Demografía

### Población
Conforme al Censo de Población y Vivienda 2020 realizado por el Instituto Nacional de Estadística y Geografía (INEGI), Zacatelco contaba hasta ese año con un total de 45 587 habitantes, de dicha cifra, 21 871 eran hombres y 23 716 eran mujeres.
| Gráfica de evolución demográfica de Zacatelco entre 1900 y 2020 |
| |
| Población de los censos y conteos del Instituto Nacional de Estadística y Geografía (INEGI) de 1900 a 2010. Población según proyecciones estimadas para 2018 por el Consejo Nacional de Población (CONAPO). |

### Religión
| Religiones más frecuentes (2000) | Religiones más frecuentes (2000) | Religiones más frecuentes (2000) | Religiones más frecuentes (2000) | Religiones más frecuentes (2000) |
| -------------------------------- | -------------------------------- | -------------------------------- | -------------------------------- | -------------------------------- |
| Religión                         | Religión                         |                                  | Porcentaje                       | Porcentaje                       |
|                                  |                                  |                                  |                                  |                                  |
| Católica                         | Católica                         |                                  | 83.87%                           | 83.87%                           |
| Sin religión                     | Sin religión                     |                                  | 0.38%                            | 0.38%                            |
| Otros                            | Otros                            |                                  | 4.96%                            | 4.96%                            |

La principal religión es la católica con alrededor de 26 588 creyentes en el año 2000, mientras que 1 370 no son católicos y profesan otra religión y 123 son ateos. La Parroquia de Santa Inés de Zacatelco es un decanato de la diócesis de Tlaxcala. En la ciudad también se hallan otras religiones como la Iglesia Evangélica, los Testigos de Jehová o La Luz del mundo.

### Región metropolitana
Zacatelco forma parte del área metropolitana de Puebla-Tlaxcala conocida como área metropolitana de Puebla, siendo la cuarta aglomeración más grande de México con una población de 2 728 790 habitantes. Esta aglomeración incluye 18 municipios del centro del estado de Puebla, y 20 municipios del sur del estado de Tlaxcala.

## Infraestructura

### Educación

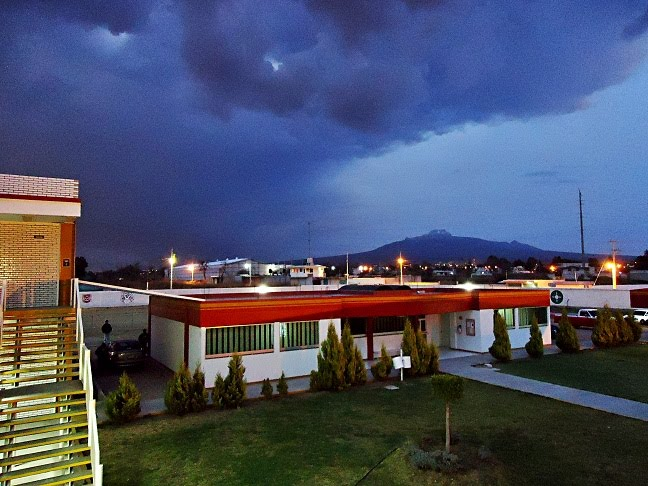
Facultad de Medicina de la Universidad Autónoma de Tlaxcala.

Zacatelco tenía una población alfabetizada de 26 908 mayores de 15 años en el año 2010, por lo que el índice de analfabetas de la ciudad era de 3.7% en este sector de la población, cifra que está por debajo de la media estatal de 5.1%, y por debajo de la media nacional que era de 7.3%.
Al año 2010, de acuerdo al censo efectuado por el INEGI, se tenían registradas 23 escuelas de nivel preescolar, 22 de nivel primaria, 10 de nivel secundaria y 6 de nivel preparatoria.
La educación superior se ofrece a través de la Universidad Autónoma de Tlaxcala (campus Zacatelco), en la Facultad de Ciencias de la Salud, el Centro de Estudios Superiores de Tlaxcala, y la Universidad Politécnica de Tlaxcala, la cual se encuentra en los límites con el municipio de Tepeyanco.

### Salud

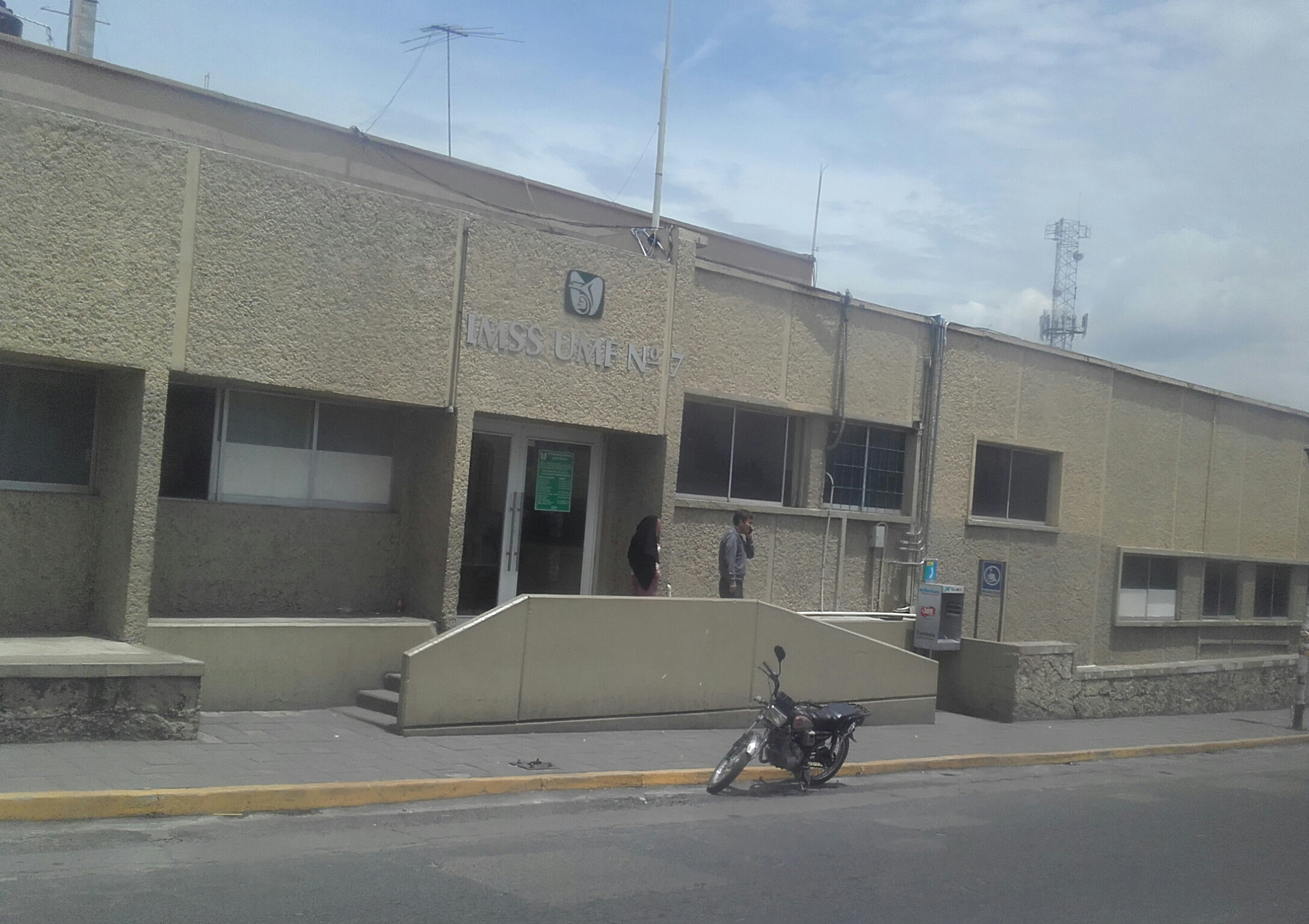
Unidad Médica Familiar 7, del Instituto Mexicano del Seguro Social

En el censo de 2010 realizado por el INEGI, se registró una población derechohabiente a servicios de salud de 22 612, de los cuales 10 598 pertenecen al Instituto Mexicano del Seguro Social (IMSS), 1 565 acuden al Instituto de Seguridad y Servicios Sociales de los Trabajadores del Estado (ISSSTE), 10 121 pertenecen a los seguros proporcionados por Petróleos Mexicanos (PEMEX) o la Secretaría de Marina de México (SEMAR), 35 al Seguro Popular y 363 acuden a otras instituciones o instituciones privadas de salud.
La infraestructura de salud está integrada por un centro de salud urbano y una casa de salud coordinada por el OPD Salud de Tlaxcala, una unidad de medicina familiar del IMSS, una unidad de medicina del ISSSTE, una unidad de medicina familiar de consulta externa del DIF y la Cruz Roja Mexicana.

### Transporte

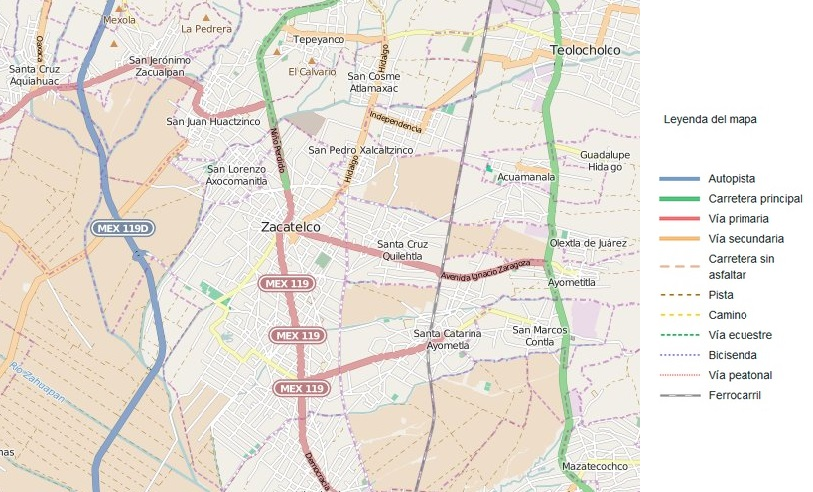
Red Vial de Zacatelco

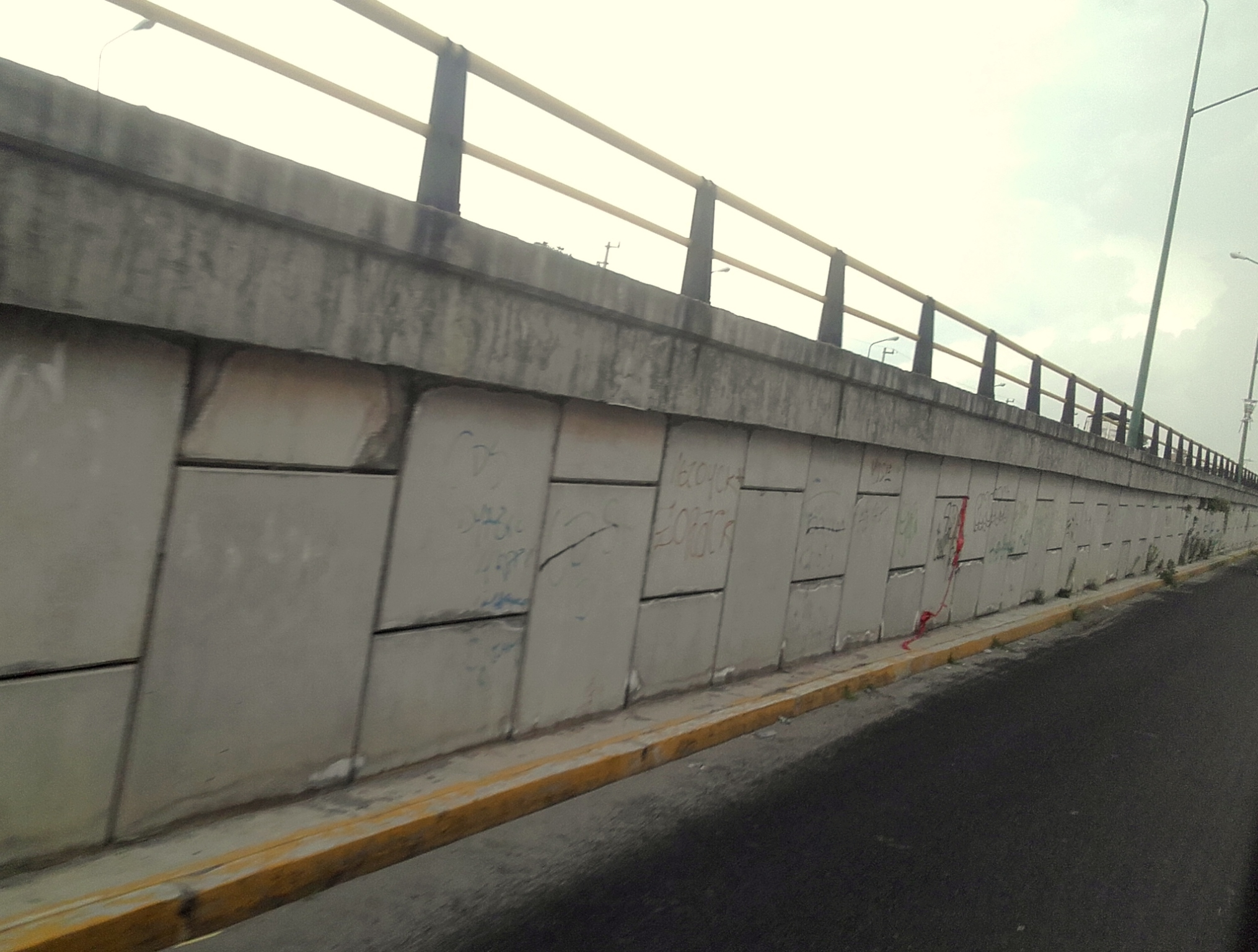
Bulevar metropolitano Puebla-Tlaxcala en la entrada a Zacatelco.

La Carretera Federal 119, es la principal vialidad de la ciudad, permite realizar una distribución e intercambio de bienes y servicios. En ella entronca la carretera Texmelucan-Zacatelco. 
Además, la ciudad cuenta con el Bulevar metropolitano Puebla-Tlaxcala, que funciona como libramiento permitiendo un traslado más rápido de turismo y comercio con destino a la ciudad de Puebla o a la ciudad de Tlaxcala. En 2015 se inauguró la Autopista Puebla-Tlaxcala que cuenta con un entronque en Zacatelco.
El transporte público terrestre es proporcionado por empresas locales de autobuses a prácticamente todos los rincones de la ciudad, del territorio estatal e interestatal. Del mismo modo, el Estado de Tlaxcala y con él Zacatelco, está servida por varias empresas transportistas por carretera que la enlazan convenientemente con el resto del territorio nacional.

### Agua y electricidad
Los servicios públicos son agua potable, drenaje y electricidad; la disponibilidad de estos servicios en el municipio es parcialmente escasa. El servicio de agua potable, drenaje y alcantarillado está a cargo de la Comisión de Agua Potable y Alcantarillado Zacatelco (CAPAZ), mientras que la Comisión Federal de Electricidad (CFE) se encarga de la electricidad y alumbrado público.

### Medios de comunicación
En cuanto a medios de comunicación, cuenta con Internet, red telefónica y telefonía celular. La señal de televisión, llega por señales de cable y abierta como Televisa y TV Azteca, cuenta con una señal de televisión local denominada «TV2 Zacatelco», en la que se transmiten programas informativos, programas deportivos y distintos eventos que se llevan a cabo en la región; también recibe la señal del canal estatal dependiente de la Coordinación de Radio Cine y Televisión (CORACYT). La señal radiofónica de la ciudad es: Entérate Zacatelco, donde se transmiten noticieros y programas de entretenimiento propios y cubre la mayoría de las comunidades del municipio en su totalidad, además de municipios aledaños.

## Economía

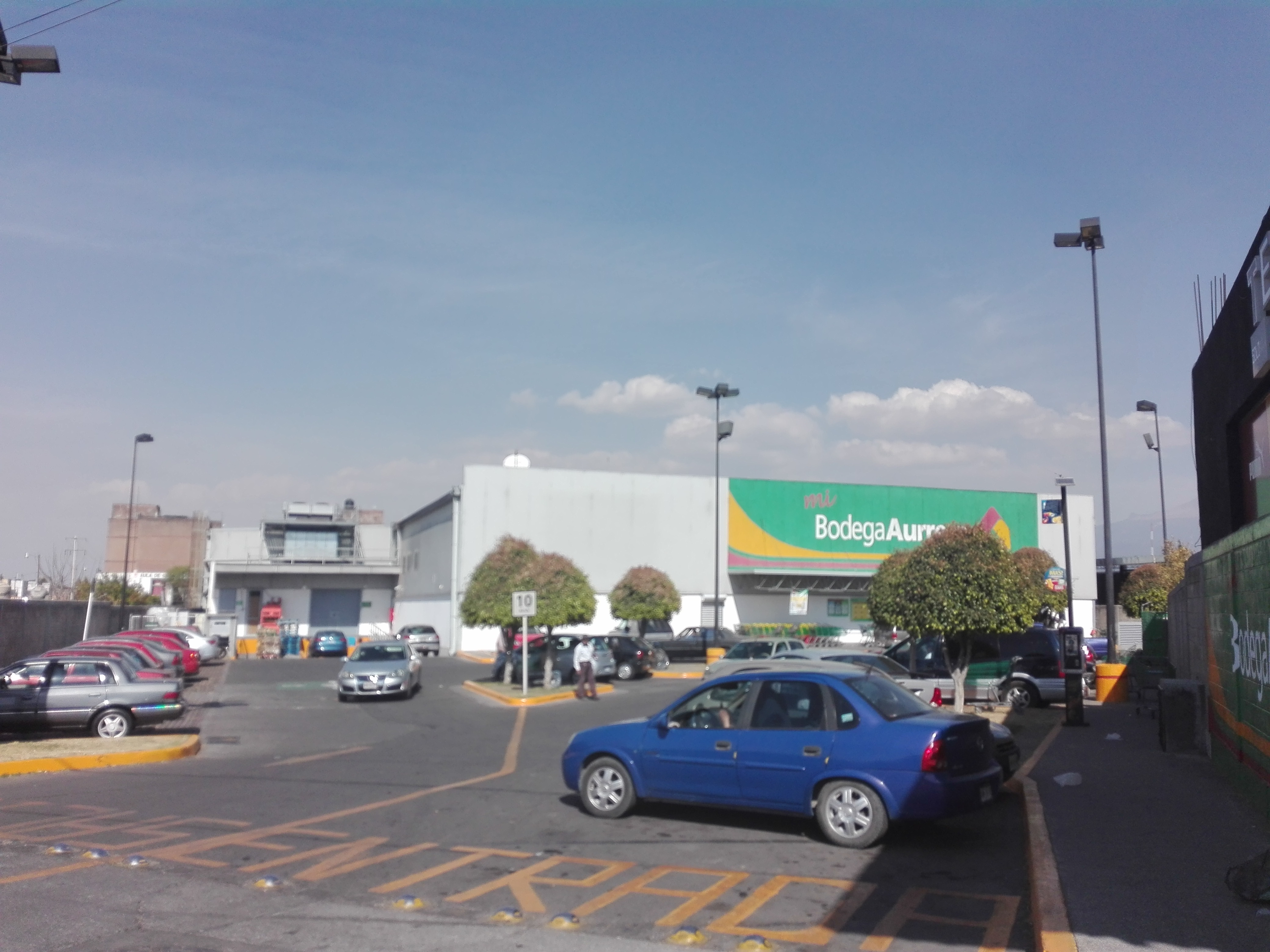
Bodega Aurrera en Zacatelco.

La economía local se sustenta con base a los sectores secundarios y terciarios que representan la mayor parte de la población económicamente activa, otras actividades son desarrolladas en el sector primario. De acuerdo a lo anterior, la población económicamente activa de la localidad se registró en 14 901 habitantes en el año 2010; es decir el 38,54% de la población total, de estos, 9 715 eran hombres y 5 186 mujeres. Mientras que la población no económicamente activa fue de 14 248; el 36.86% de la población. No obstante la tasa de participación económica en el mismo año fue del 50.91%.
En la ciudad existen una serie de sucursales bancarias tales como Banco Azteca, HSBC, Bancomer, Bancoppel, entre otros. Del mismo modo, se han establecido tiendas departamentales tales como Grupo Elektra, Coppel, Bodega Aurrera, Nissan y tiendas Oxxo.

### Sectores

#### Sector primario

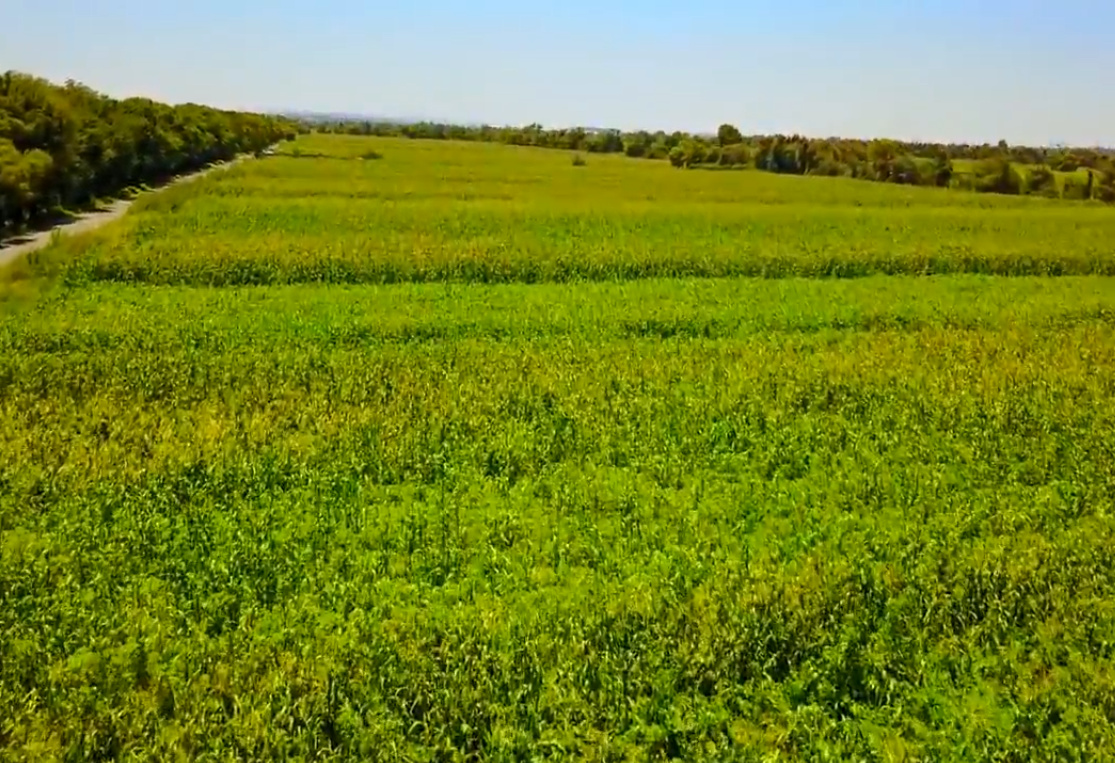
Cultivos de maíz en una zona agrícola de la ciudad

La agricultura y la ganadería han sido en mayor medida desplazadas por los sectores secundario y terciario, ya que en el año 2010 se tenía una población activa de 2 290 es decir el 5.95% de los habitantes totales. Lo que enfatizó en el constante crecimiento urbano de la localidad, pues tan solo se contabilizó una superficie total sembrada de 1 642 hectáreas; el principal cultivo fue el maíz. Lo que equivale a 1 303 hectáreas sembradas para 2010.

#### Sector secundario
Dado que Zacatelco forma parte de la Zona metropolitana de Puebla-Tlaxcala, que dio como resultado la conurbación intermunicipal del sur de Tlaxcala con Puebla, ha ocasionado a su vez la transformación del suelo agrícola a urbano. La principal herramienta de trabajo en este sector es la industria al ubicarse el corredor «Malinche» que integran los municipios de Chiautempan, Teolocholco y Tepeyanco, y la Zona Industrial Panzacola-Xicohtzinco-Zacatelco. La región sur es la segunda más competitiva en Tlaxcala, ya que industrias como la manufacturera con 1 844 unidades económicas, gestionó un total de 15 022 empleos dando como resultado un producto total bruto de 8 083 056 de miles de pesos mexicanos en 2010.

#### Sector terciario
Este sector se ubica como uno de los más ejecutados junto con el sector secundario con el 45.3% de la población económicamente activa en 2014, puesto que se registraron 5 237 unidades económicas, lo cual creó 8 565 empleos, contribuyendo al producto total bruto una cantidad de 241.9 millones de pesos mexicanos. La ciudad cuenta con el mercado «Ignacio Bonilla Vázquez» en el que el comercio se desarrolla de manera eventual en la población.

## Patrimonio cultural

### Patrimonio ferrocarrilero

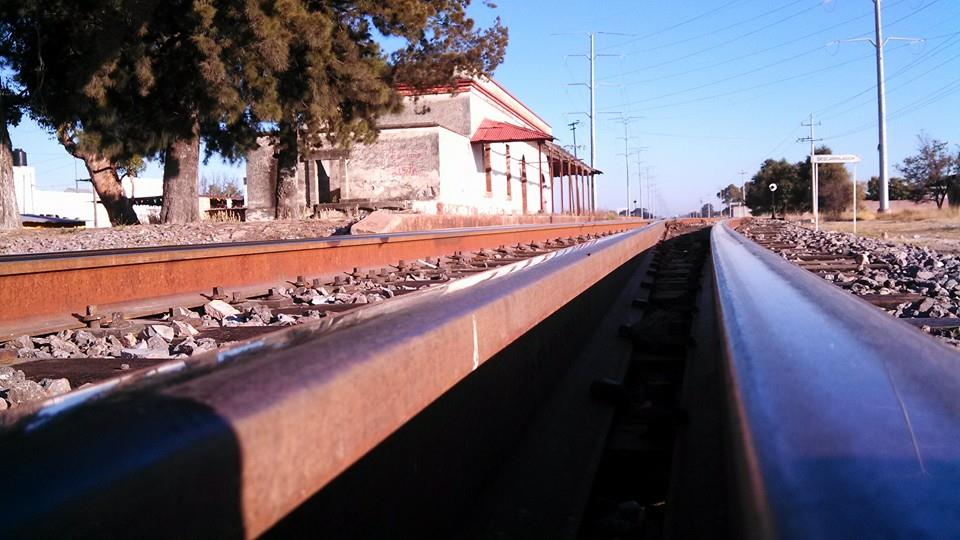
Antigua estación Zacatelco.

En 2010 el Instituto Nacional de Antropología e Historia (INAH) decretó a la antigua estación ferroviaria de Zacatelco como Patrimonio ferrocarrilero. Esta estación integró el ramal Apizaco-Puebla del antiguo Ferrocarril Mexicano. Fue inaugurado por el expresidente de la república, Benito Juárez. Asimismo, esta fue una de las primeras terminales ferroviarias que se cimentaron en el país.

### Bebida de Cacao
La «Bebida de Cacao» también llamada «Agua de Barranca» o «Cacahuatole» es un zumo tradicional prehispánico. En 2014 fue designada como Patrimonio Cultural Inmaterial por el Congreso del Estado de Tlaxcala. Se estima que el producto genera en la ciudad recursos por 551 millones de pesos anuales. La bebida escenificó la gastronomía tlaxcalteca en el festival Slow Food de Turín, Italia en 2016.

## Arquitectura

### Centro turístico

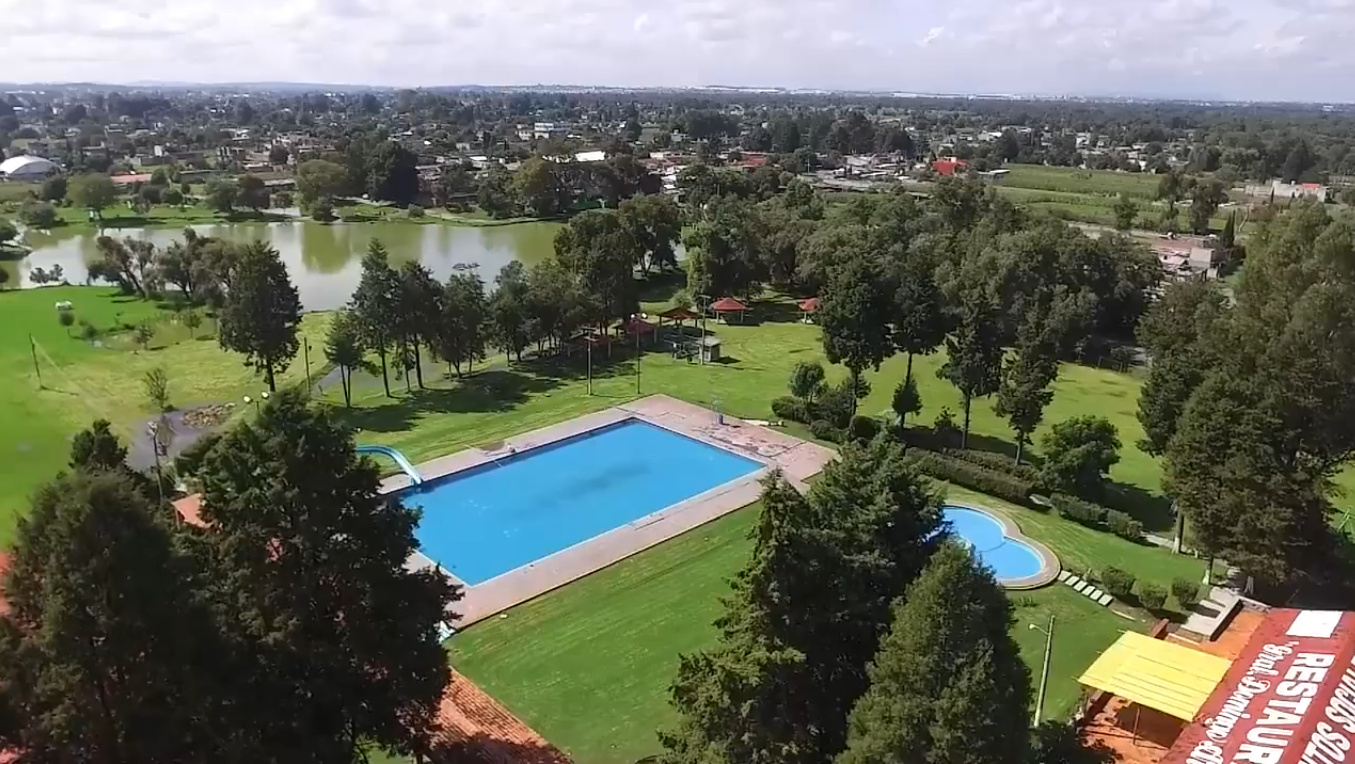
Centro Turístico Ejidal.

El Centro Turístico Ejidal Zacatelco es un área vacacional, administrado por el Comisariado Ejidal. Es uno de los sitios veraneos más grandes del estado. Brinda servicios de alberca y chapoteadero, vestidores generales, regaderas con agua caliente, áreas verdes, palapas con asador, parque infantil, lago artificial, instalaciones deportivas y estacionamiento. Fue inaugurado el 1 de junio de 1980, por el expresidente de la república José López Portillo.

### Parques

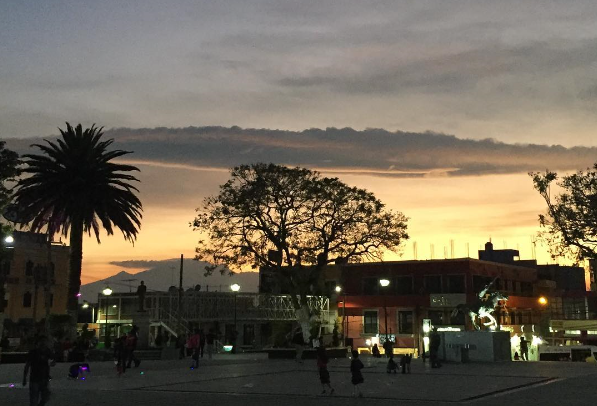
Plaza de la constitución.

El zócalo también nombrado parque central y llamado en sus inicios «Parque Domingo Arenas» es la plaza mayor de Zacatelco, fue inaugurado el 5 de mayo de 1967, durante el gobierno del alcalde Hilario Gutiérrez Maldonado, diseñado a partir del modelo del parque municipal de Atlixco.
El 20 de mayo de 2015 durante el gobierno del alcalde Francisco Román Sánchez, el zócalo tuvo una remodelación a través de recursos municipales y federales cercano a los cuatro millones de pesos.
El parque ecológico «Los Ladrillos» es un jardín ecoturístico, llamado el pulmón verde de Zacatelco. Su edificación estuvo a base de materiales reciclados, piezas que fueron retiradas del zócalo tales como bancas y árboles, abrió sus puertas el 2 de abril de 2015 bajo el mandato del gobierno del exalcalde Francisco Román Sánchez. Tuvo una reapertura el 5 de julio de 2017, para promover la actividad acuícola, por parte del Departamento de Acuacultura de la secretaría de Fomento Agropecuario (SEFOA).
Otros parques y plazas ubicados en la ciudad son los siguientes: Parque Domingo Arenas, Parque Tlatlacola, Parque Infantil Exquitla, Plaza Xochicalco, Parque Guardia, Plaza Xitototla, Parque ecoturístico Aculco y el Parque infantil Ateozintla.

Parques y plazas en Zacatelco
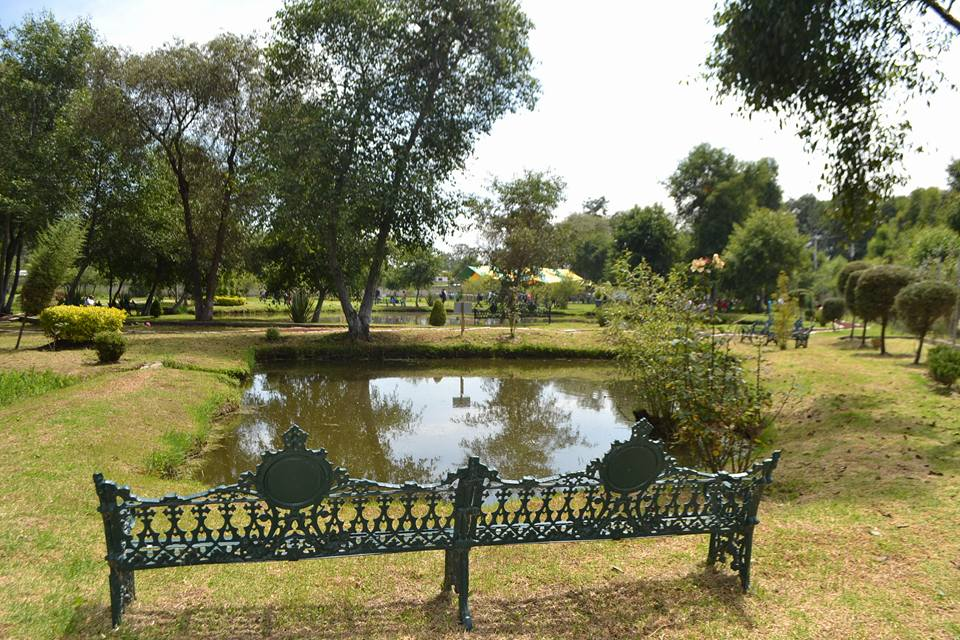
Los Ladrillos
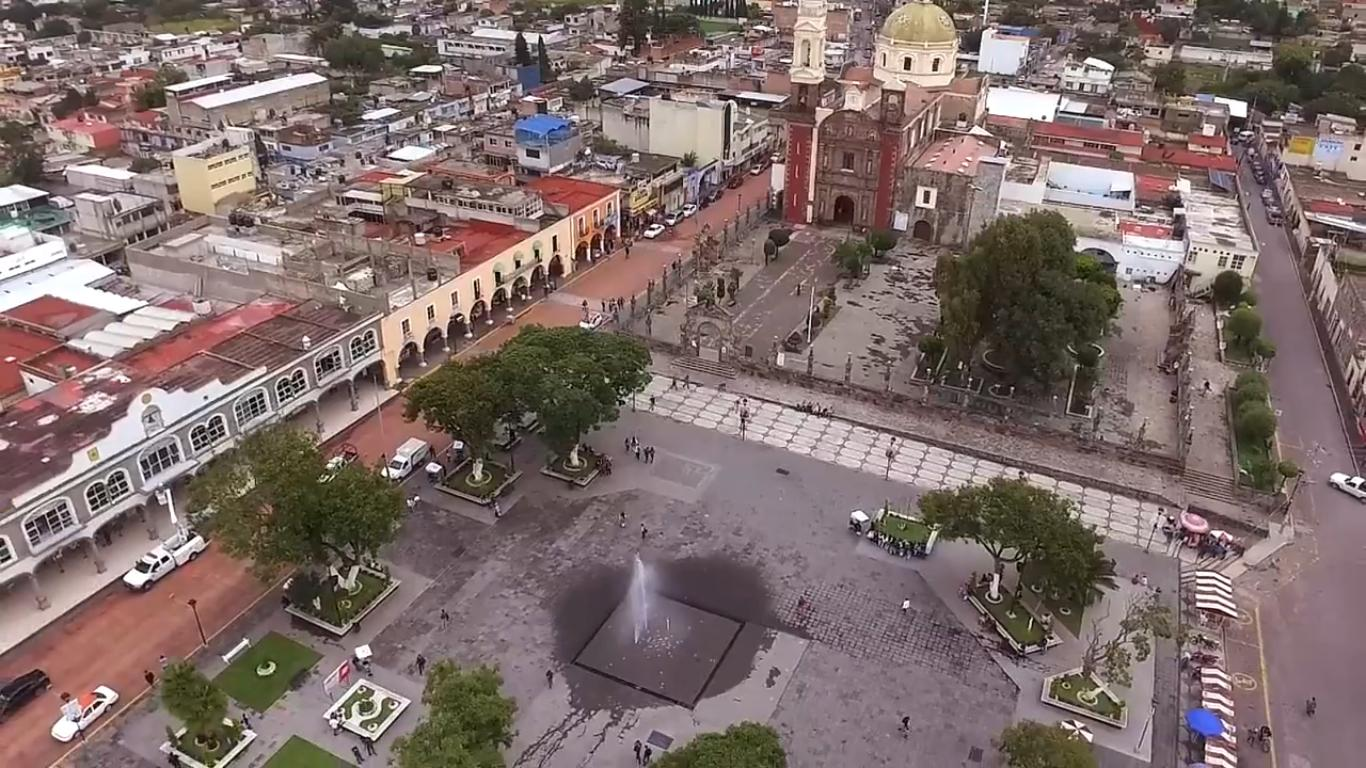
Plaza de la constitución
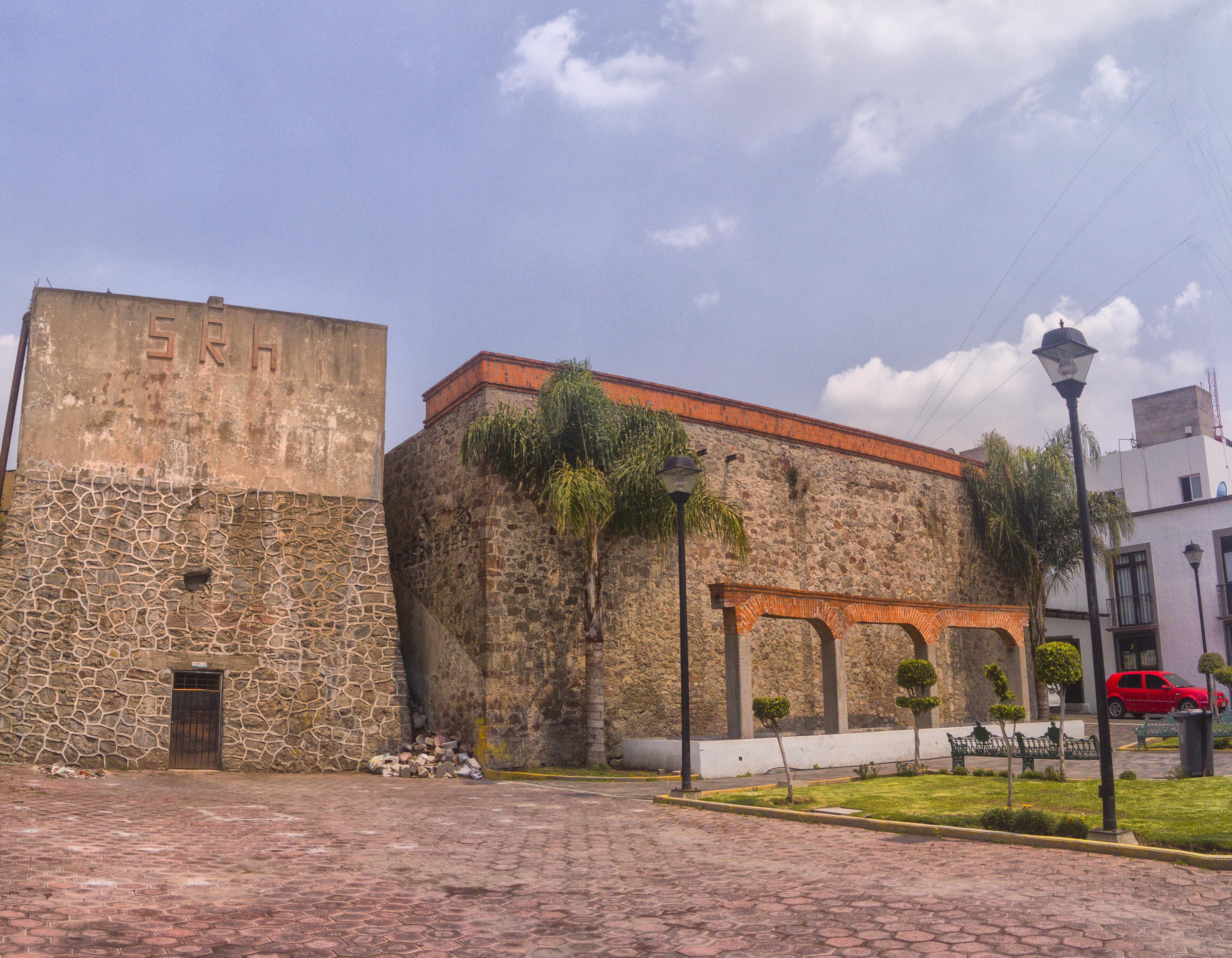
Parque Domingo Arenas
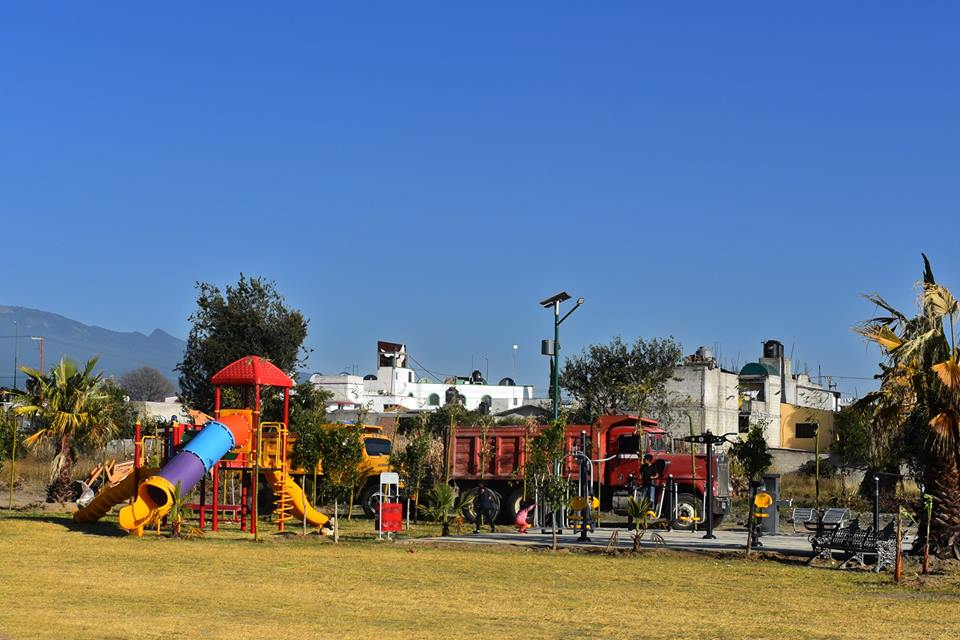
Parque Tlatlacola
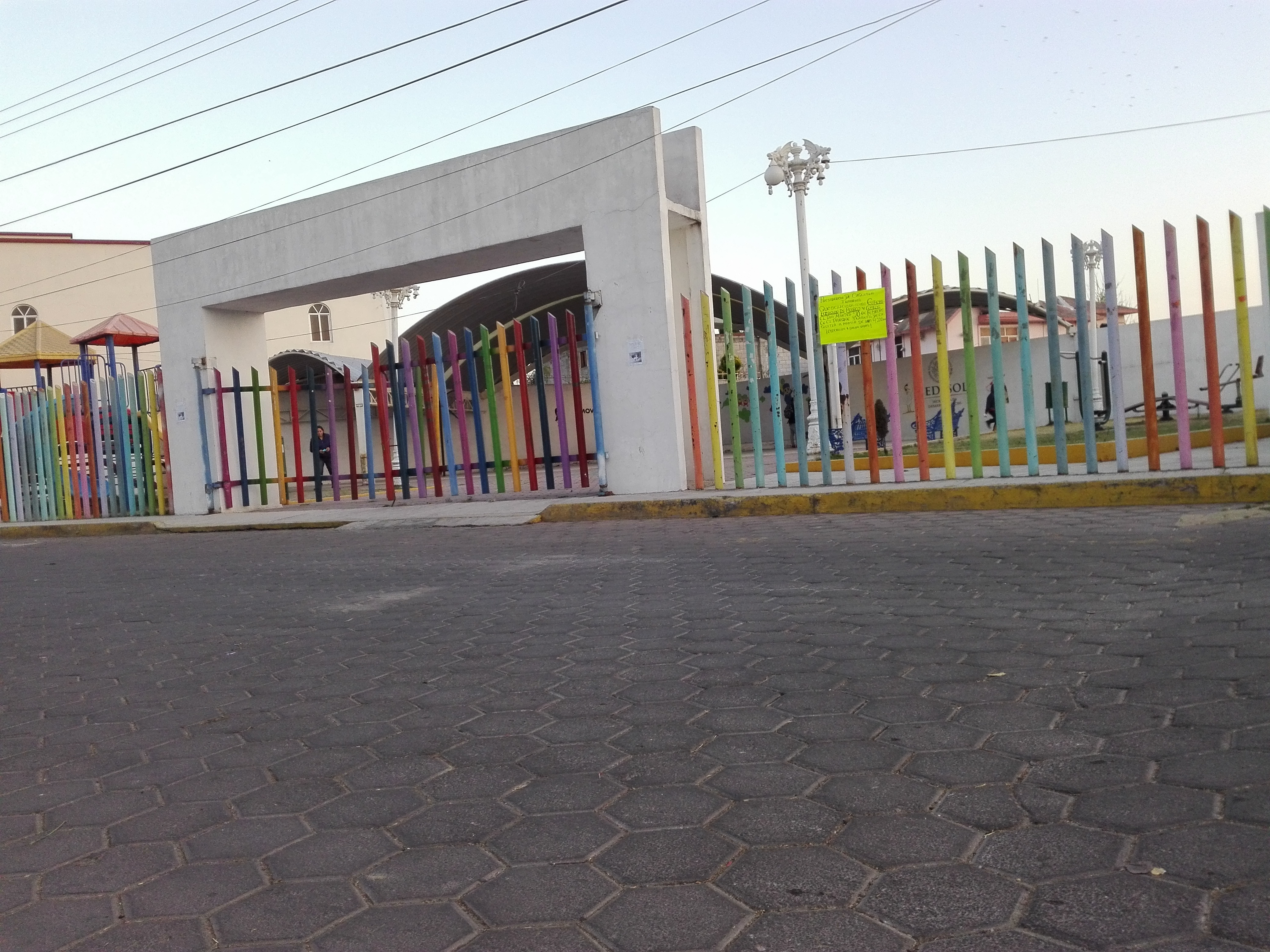
Parque Exquitla

### Sitios arqueológicos

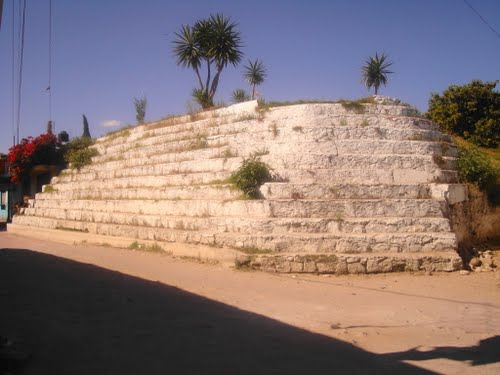
Cerrito del Chiquihuite.

#### Cerrito
El «Cerrito» también llamado «Chiquihuite» es un teocalli menor, se desconoce la fecha de su edificación, sin embargo se estima que fue cimentado desde la fundación de la ciudad, considerado un monumento precolombino.
En él se empleaban tributos a Matlalcueye —diosa del agua—. En el basamento se han hallado piezas arqueológicas, figuras de arcilla, vasijas y monolitos. A lo largo de los años, la pirámide ha sufrido atracos y alteraciones tales como la construcción de una ermita católica en la cumbre.

### Arquitectura religiosa

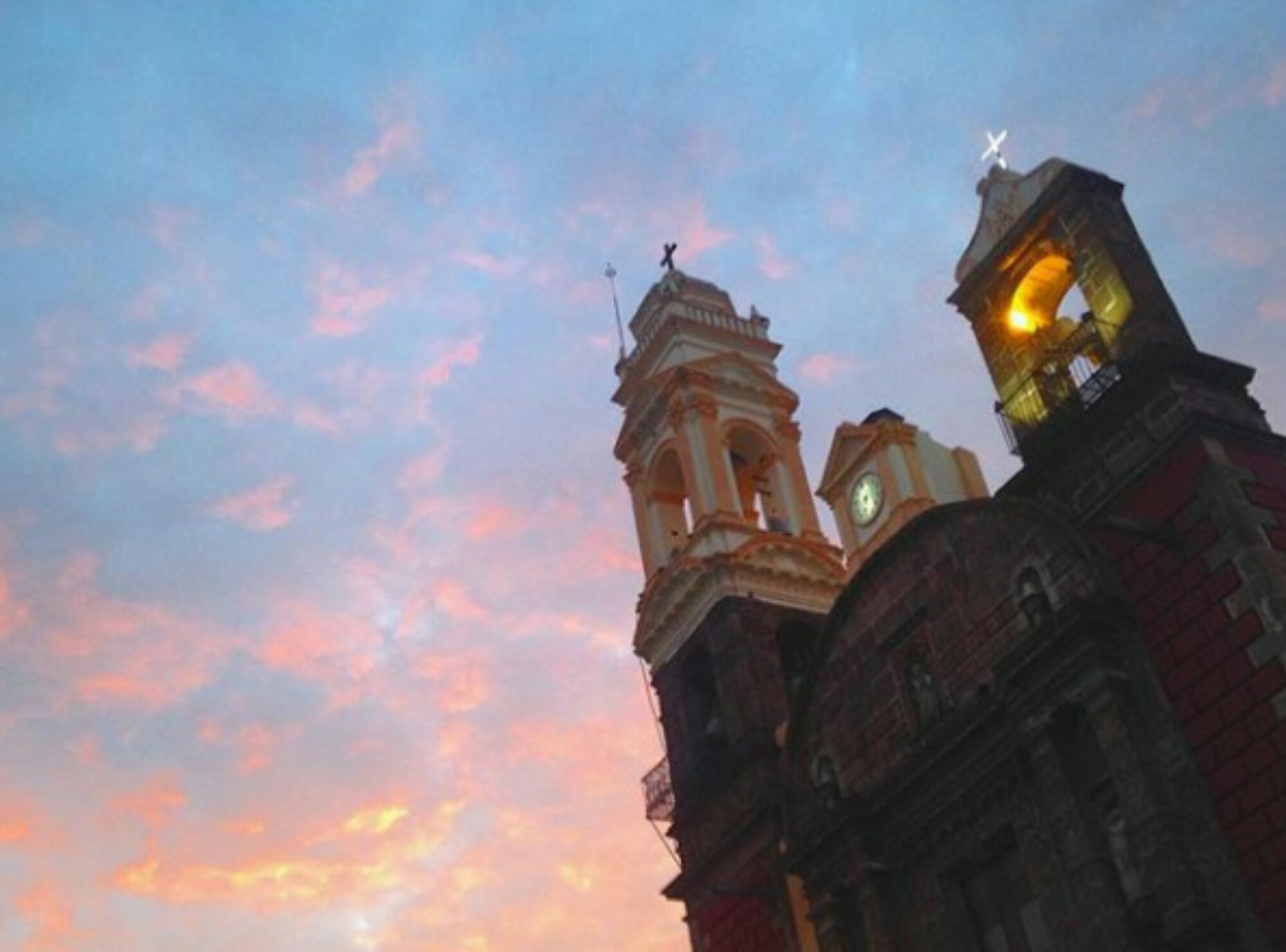
Parroquia de Santa Inés.

La historia arquitectónica religiosa en Zacatelco surge con la llegada de los colonizadores españoles, uno de los primeros edificios de este tipo fue la capilla de San Cosme y Damián, más tarde se construiría la Parroquia de Santa Inés y el Templo del Sagrado Corazón de Jesús. A 2017, se tenían contabilizadas más de cincuenta iglesias, distribuidas en las cinco secciones de la ciudad.

#### Parroquia de Santa Inés
La Parroquia de Santa Inés es el símbolo arquitectónico religioso más representativo del sur del estado, dependiente de la diócesis de Tlaxcala. El edificio fue construido en la segunda mitad del siglo XVIII, sustituyendo al original del siglo XVI, es de estilo barroco y su cúpula se parangona a la de la Catedral de Puebla.

#### Templo del Sagrado Corazón
El Templo del Sagrado Corazón de Jesús es un santuario religioso de culto católico. La época de su construcción data de los siglos XVIII y XIX. El acceso está enmarcado con pilastras y una ventana en arco de medio punto que ilumina el coro; del lado izquierdo cuenta con una espadaña en arco de medio punto, la planta arquitectónica tiene forma de cruz latina. La fachada principal es de aplanado color amarillo, los muros, la cubierta son de piedra, el espesor de los muros es de 1.2 m y la forma de la cubierta es de abovedada.

## Cultura

### Bibliotecas

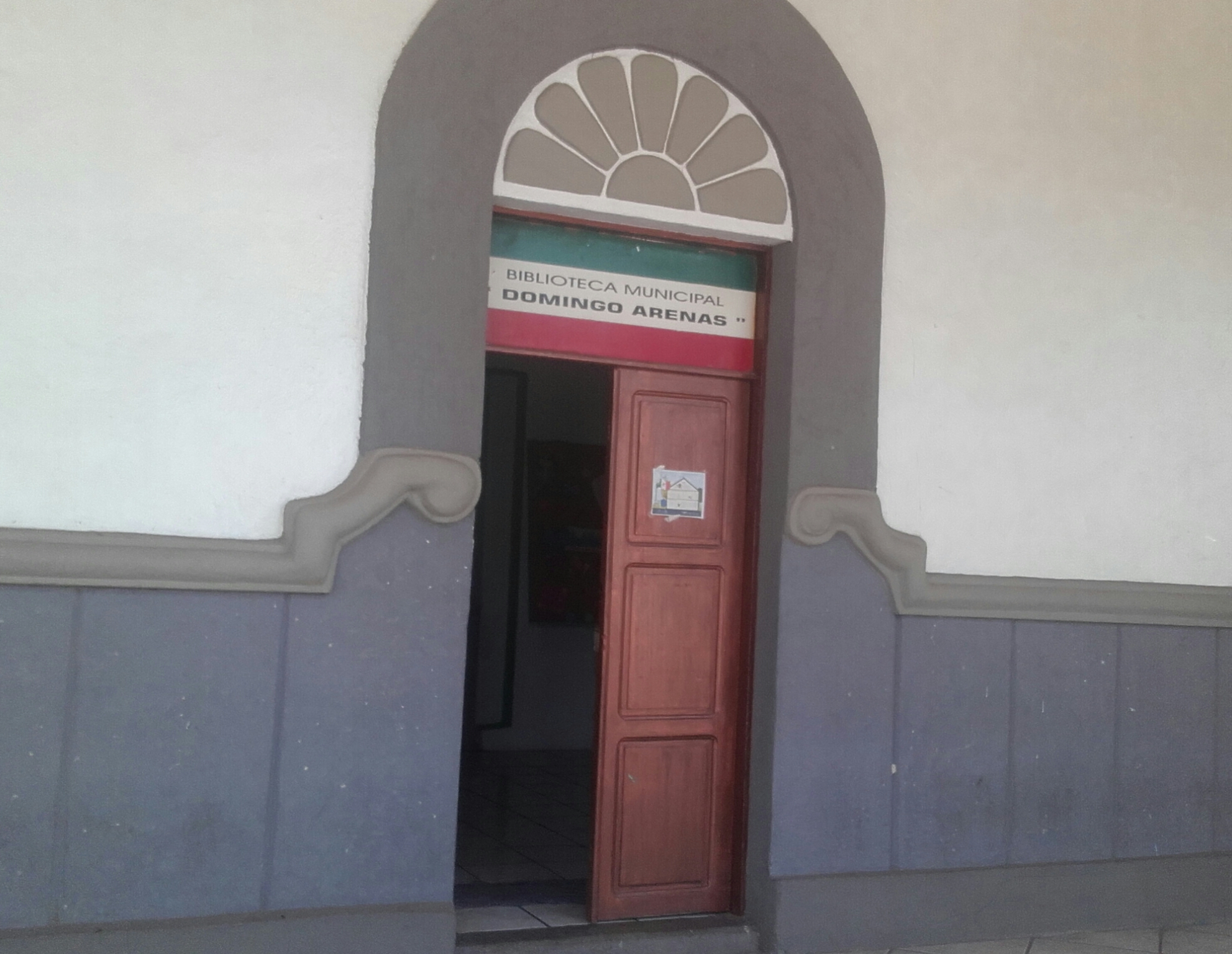
Biblioteca «Domingo Arenas»

La ciudad cuenta con dos bibliotecas públicas: la Biblioteca Pública Municipal Domingo Arenas y la Biblioteca Pública Municipal Nicanor Serrano Ortiz.

### Centro cultural
El Centro Cultural Regional es una institución pública, fue inaugurado el 20 de marzo de 1990. En el que se ofrecen talleres de teatro, exposiciones de artes plásticas, conferencias y presentaciones de libros, además cuenta con una sala de exposiciones temporales de 19.51 m².

### Monumentos

#### Monumento a Domingo Arenas

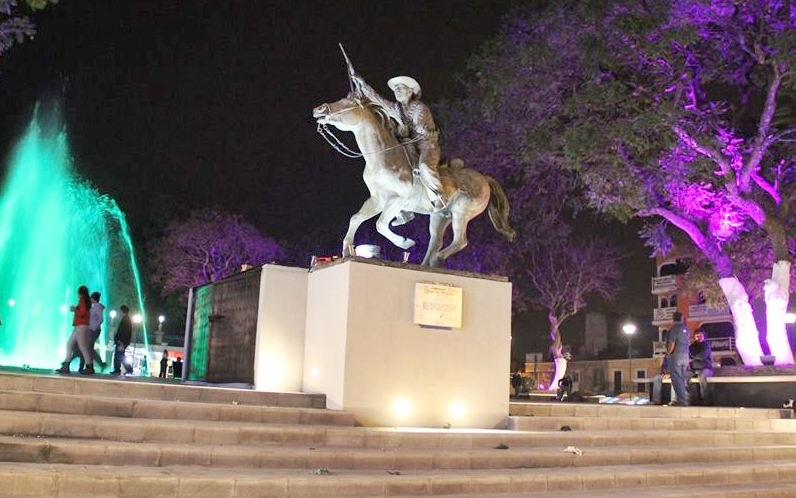
Monumento a Domingo Arenas.

El monumento a Domingo Arenas es una escultura dedicada a un revolucioario local. Se encuentra en el parque central, en ella se puede observar al general en un caballo y un arma apuntado hacia el norte, también se puede apreciar que carece de una mano; pues la perdió en una batalla durante la Revolución mexicana, y motivo por el cual era llamado «El manco del sur».

### Fiestas
La Feria de Zacatelco también llamada La Feria del Corazón del Sur, es una festividad celebrada anualmente en honor a la virgen de Santa Inés, llevada a cabo entre el 17 de enero y el 1 de febrero. Se celebra con actividades artísticas, culturales, deportivas y de orden religioso.
Otra festividad importante es la Feria de la Flor, una festividad que se celebra desde 1963 del 7 al 16 de junio en el barrio de Xochicalco, en honor al Sagrado Corazón de Jesús —referida al corazón de Jesucristo — se hacen actividades como el desfile de inauguración, presentaciones artísticas y la expo venta de flor.
Una de las ferias más nuevas es la Feria del Cacao, una festividad que se realiza desde 2014 del 24 al 26 de octubre, con motivo de la bebida del cacao, debido al decreto que la declaró como Patrimonio Cultural Inmaterial, tiene como finalidad preservar la riqueza cultural y gastronómica. Esta feria expone la gastronomía de la ciudad.

Ferias de Zacatelco
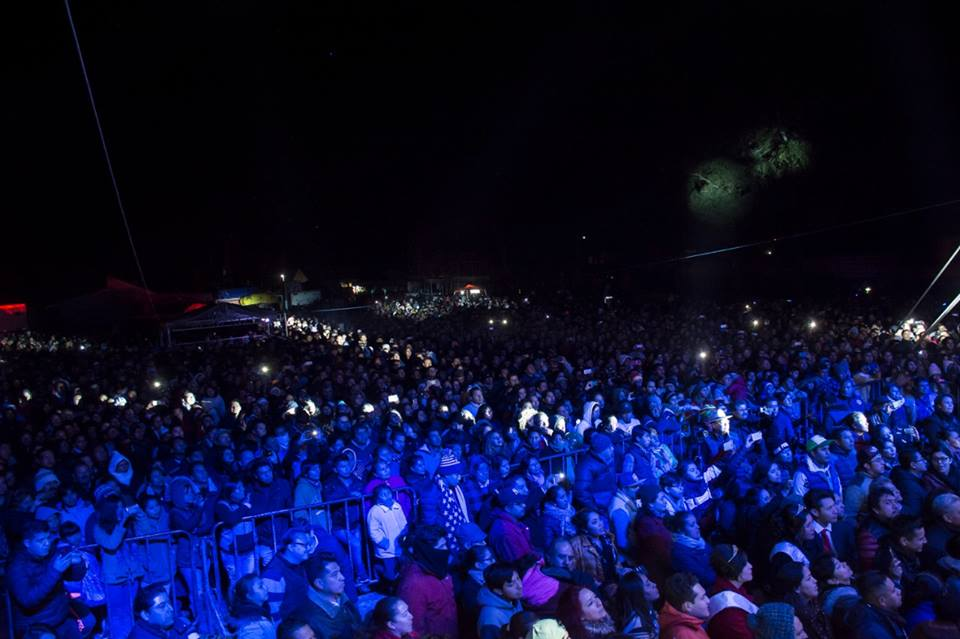
Feria de Zacatelco de 2018
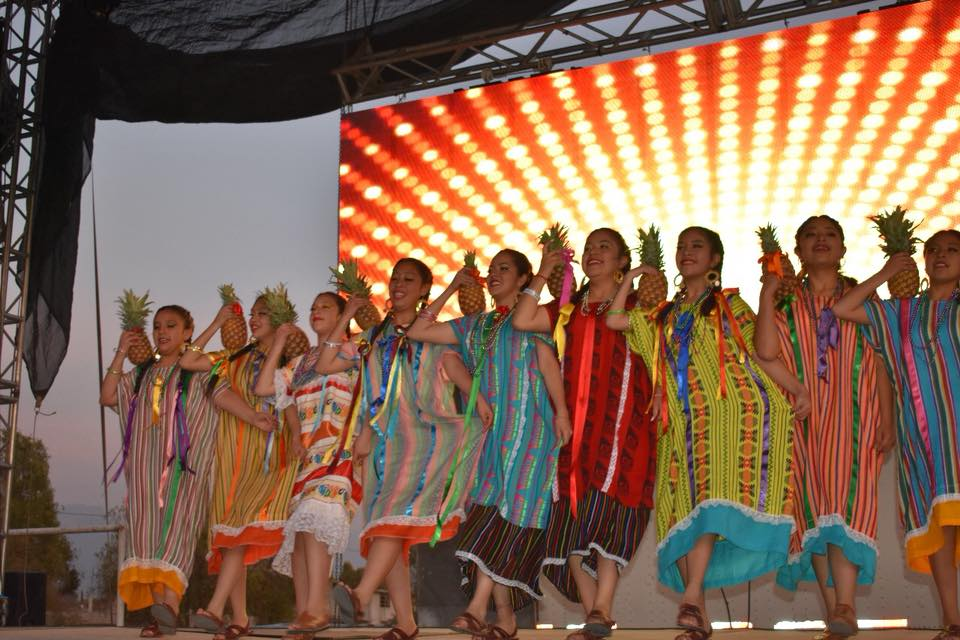
Feria de Zacatelco de 2018
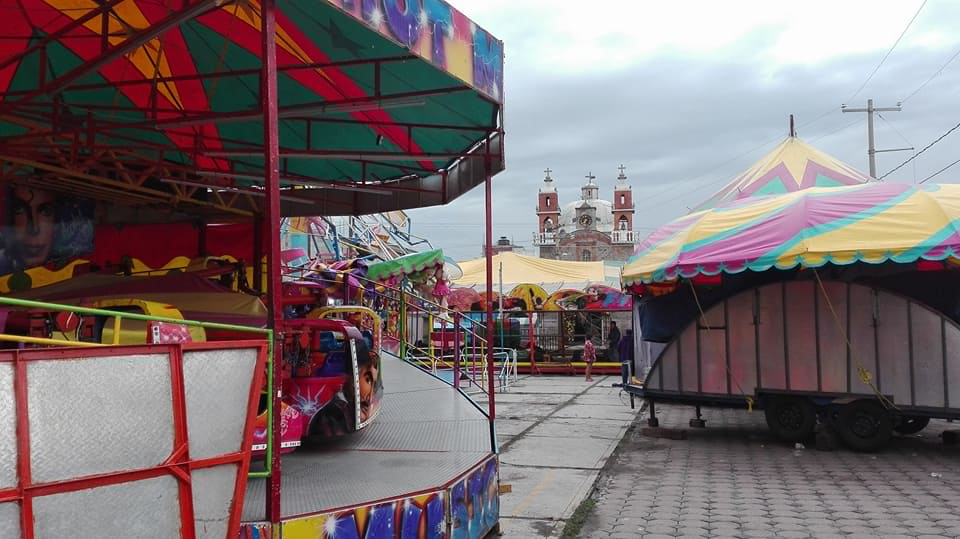
Feria de la Flor de 2015
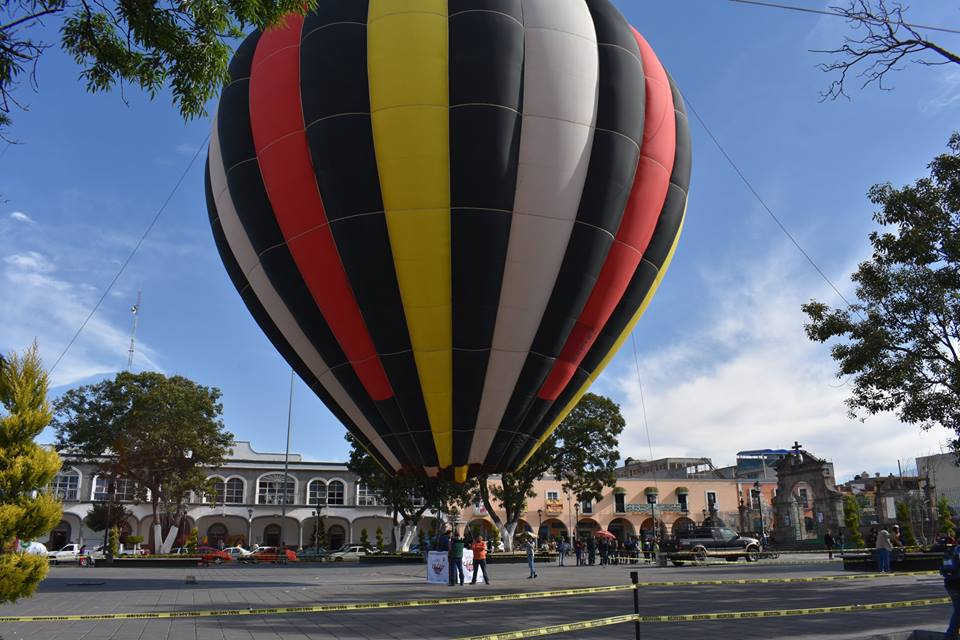
Feria del Cacao de 2017
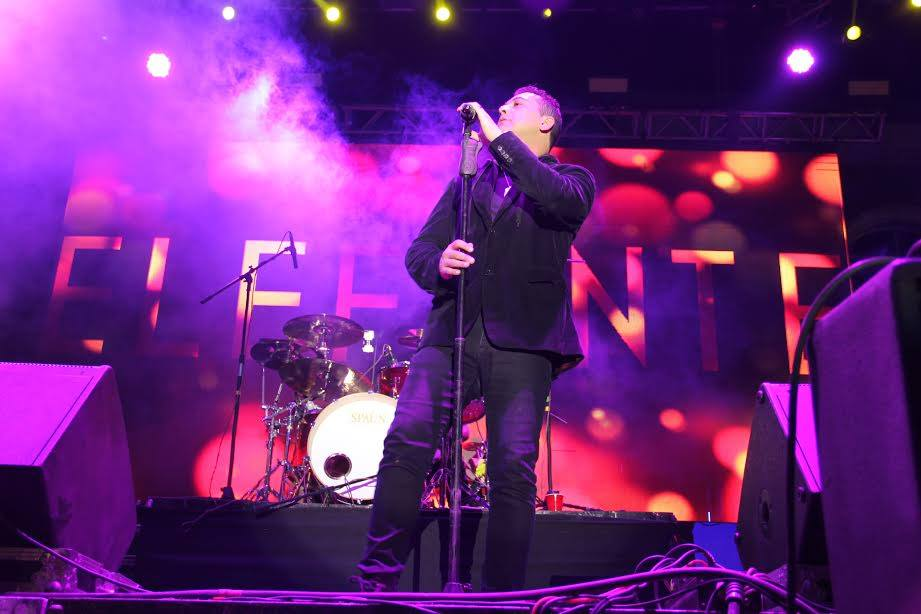
Feria de Zacatelco de 2017

### Carnaval

#### Danza de Chivarrudos

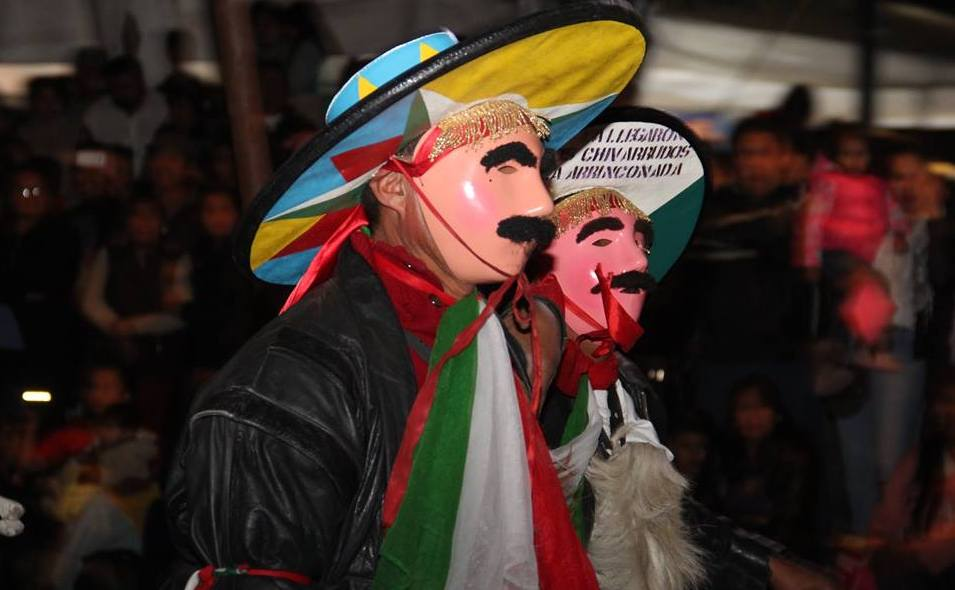
Vestimenta y representación de la Danza de chivarrudos durante el carnaval local.

La Danza de Chivarrudos es una festividad que se realiza durante el carnaval previo a la Cuaresma. Rememora las tareas de arreo que realizaban vaqueros, cabreros y caporales de las haciendas ganaderas de Tlaxcala a finales del siglo XIX y principios del siglo XX. Se lleva a cabo durante los días 2, 3 y 4 de marzo. Esta danza se expande por varios de los municipios del sur, como Xicohtzinco y Quiletla.

### Aniversarios

#### Natalicio de Domingo Arenas
El natalicio de Domingo Arenas es un día festivo local, conmemorado el 4 de agosto y es solemnizado con una procesión cívica que recorre las cinco secciones de la ciudad con la participación mayoritaria del comité agrario y escuelas públicas y privadas. Diversos sitios como colegios, parques o municipios llevan su nombre.

## Gastronomía

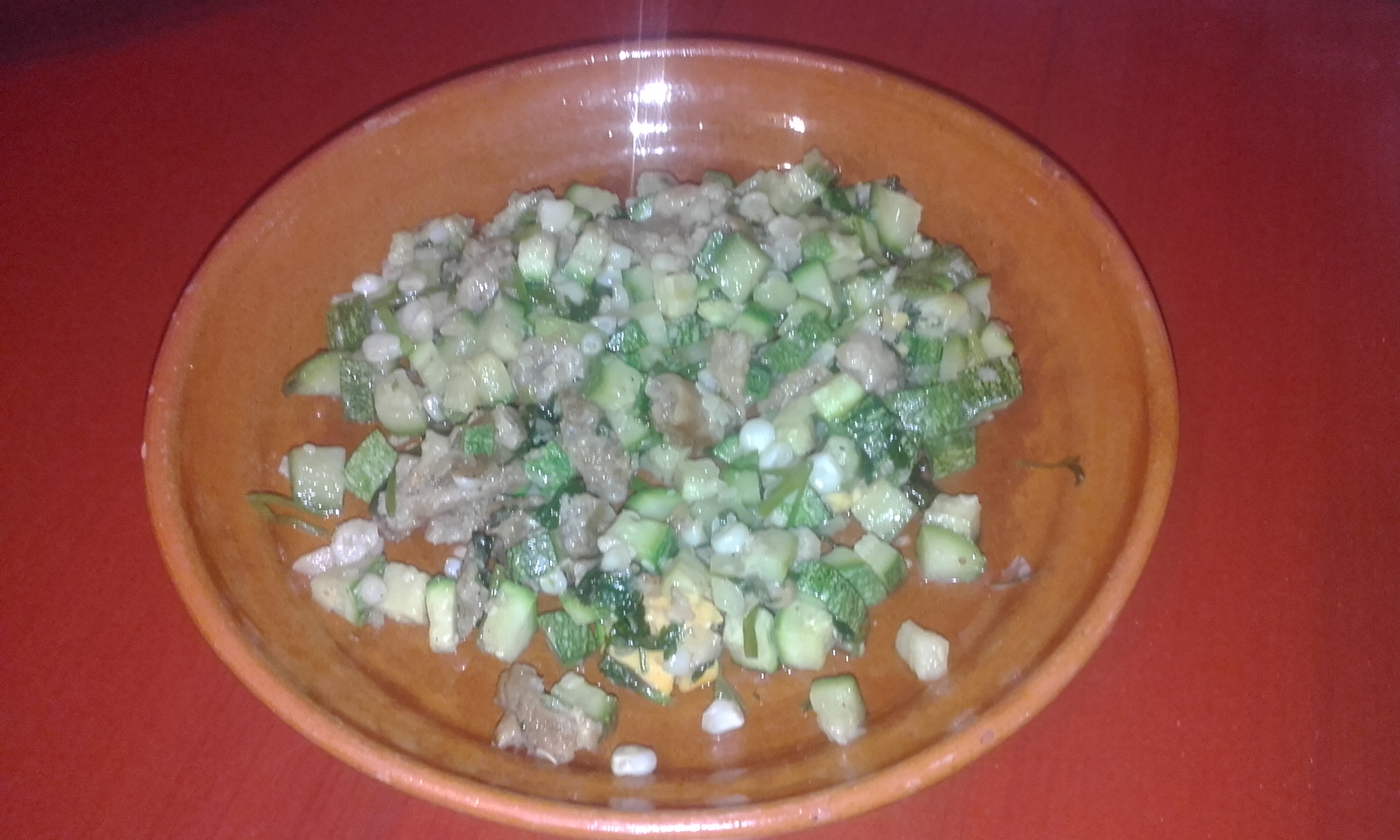
Picadillo de calabaza, un platillo típico de la ciudad.

La gastronomía zacatelquense ofrece una serie de platillos típicos del sur de Tlaxcala, entre los principales platillos se encuentra el picadillo de calabaza preparado con ajo, cebolla, calabaza picada, jitomate, queso, entre otros ingredientes, también se elabora ensalada de nopales y tlatlapas.
Los dulces típicos de la región son dulces de calabaza, higo y chilacayote. La bebida tradicional es el Cacao, patrimonio cultural inmaterial de Tlaxcala, aunque también se consume el pulque y chileatole. Así como antojitos mexicanos, tales como tacos, cemitas, molotes, sopes, y los tacos de canasta provenientes de San Vicente Xiloxochitla, una comunidad vecina.

### Pan con helado
El pan con helado es un postre artesanal que, debido a su popularidad localidades como Huactzinco y Papalotla se han atribuido su creación, sin embargo, el nacimiento de la combinación entre helado y pan toma lugar en Zacatelco desde 1930. El postre fue presentado en el Tianguis Turístico de Acapulco en abril de 2017, personificando la gastronómica del estado de Tlaxcala.

## Deporte

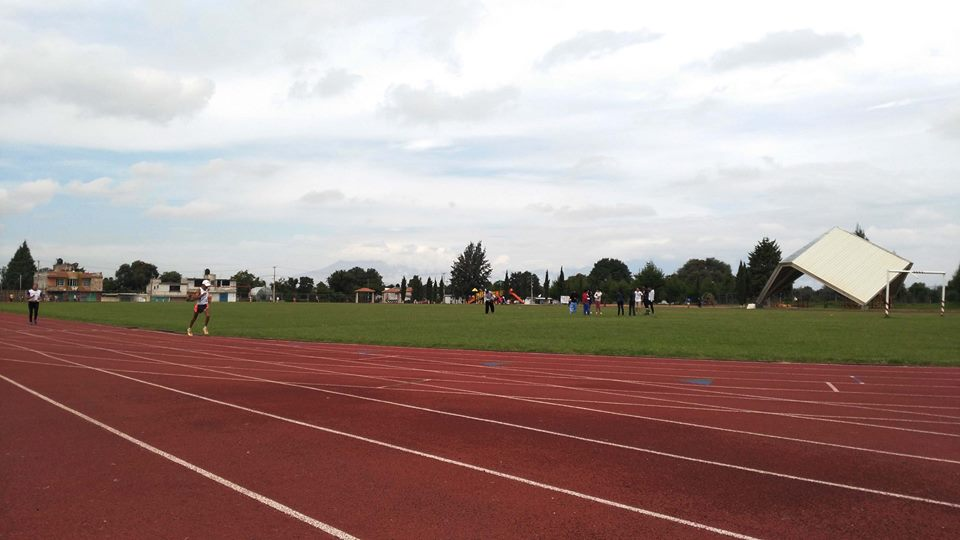
Campo deportivo «El Chatlal»

La ciudad cuenta con una serie de múltiples espacios deportivos. El fútbol es el deporte más practicado, para el que se tiene contabilizadas ocho canchas. Además existen dos campos de béisbol, cuatro canchas de baloncesto, dos albercas y dos pistas de atletismo.

### Polideportivo

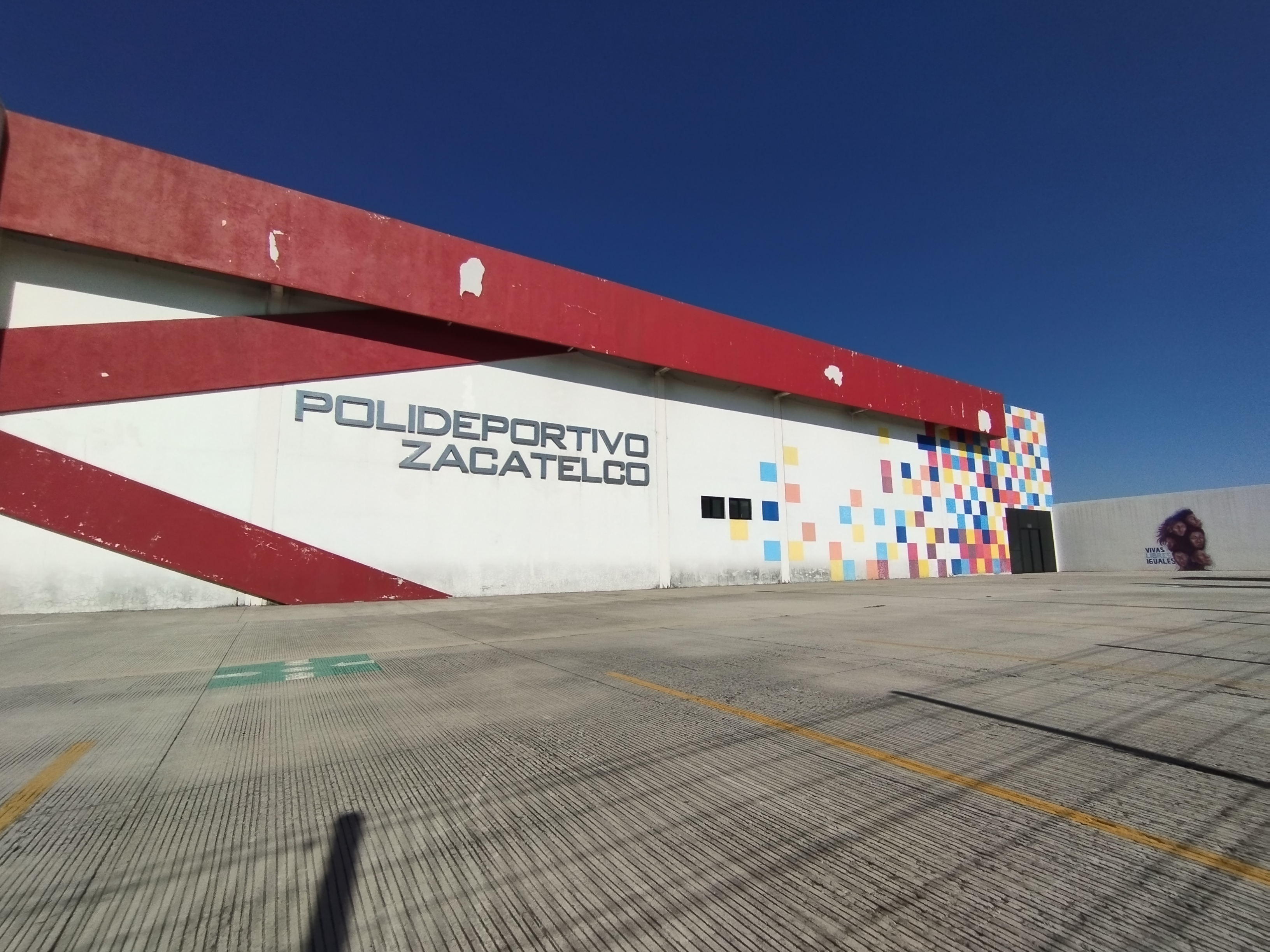
Polideportivo de Zacatelco en 2022.

Fue inaugurado el 21 de junio de 2019 por el gobernador de Tlaxcala, Marco Antonio Mena Rodríguez, y por el alcalde de Zacatelco, Tomás Orea Albarrán. Para la construcción del complejo se invirtieron cerca de 20 millones de pesos mexicanos. Se encuentra construido sobre un área de al menos 5 000 metros cuadrados, el edificio principal es de dos plantas, donde se encuentran salas para actividades de capacitación culturales, lúdicas y artísticas. También cuenta cuenta con una ludoteca, una sala multifuncional techada de 970 metros cuadrados para la práctica de deportes como baloncesto, tenis y fútbol sala.
La infraestructura deportiva se compone de la siguiente manera:
| Instaciones deportivas en Zacatelco             |                   |
| Lugar                                           | Deporte           |
| Campo deportivo «El Chatlal»                    | Atletismo, Fútbol |
| Centro de desarrollo deportivo «Domingo Arenas» | Baloncesto        |
| Centro Turístico Ejidal Zacatelco               | Natación, Fútbol  |
| Campo deportivo «Xitototla»                     | Fútbol            |
| Campo deportivo «Xochicalco»                    | Fútbol            |
| Campo deportivo «Exquitla»                      | Fútbol            |
| Polideportivo municipal                         | Multifuncional    |

## Personas destacadas
Entre los zacatelquenses destacados se encuentran:
- Domingo Arenas. (Militar)
- Cirilo Arenas. (Revolucionario)
- Arturo Serrano. (Militar)
- Benigno Zenteno. (Coronel)
- Felipe Villegas. (Militar)
- Isabel Guerrero. (Teniente)
- Rafael Cuéllar. (Político)
- Secundino Denisia Díaz. (General)
- Andrea Romero Rojas. (Cocinera)

## Relaciones públicas
La ciudad de Zacatelco está hermanada con las siguientes ciudades alrededor del mundo:
- Camagüey, Cuba (2010)[131]

- Natívitas, México (2014)[132]

- San Pablo del Monte, México (2015)[133]

- Tenancingo, México (2015)[134]

- Papalotla, México (2015)[135]